# Tour de France

Aktuelles Logo seit 2019

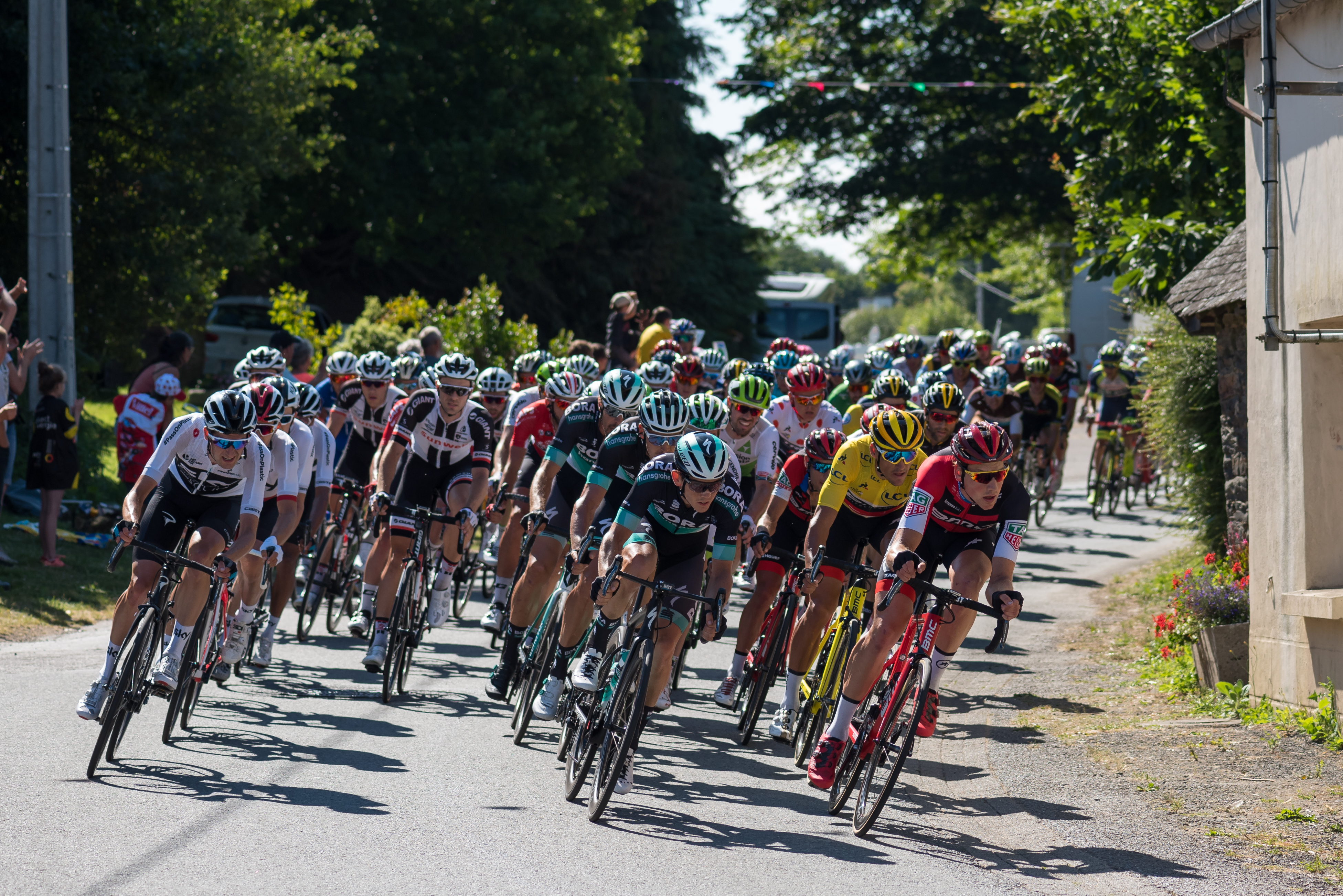
Peloton der Tour 2018

Die Tour de France [ˌtuʀdəˈfʀɑ̃ːs] ist das bekannteste und bedeutendste Straßenradrennen der Welt. Sie zählt neben dem Giro d’Italia und der Vuelta a España zu den großen Landesrundfahrten, den Grands Tours.
Seit 1903 wird die Tour de France alljährlich im Juli ausgetragen und führt dabei in wechselnder Streckenführung quer durch Frankreich und das nahe Ausland. Während des Ersten Weltkriegs fiel das Rennen von 1915 bis 1918 aus, der Zweite Weltkrieg bedingte eine Unterbrechung von 1940 bis 1946. Seit 1992 ist die Amaury Sport Organisation (ASO) Veranstalter des Etappenrennens. Aufgrund der COVID-19-Pandemie wurde die Tour de France 2020 auf August/September verschoben.
Die Tour de France gilt vielen nach Olympischen Spielen und Fußball-Weltmeisterschaften als das drittgrößte Sportereignis der Welt und größtes jährlich stattfindendes Sportereignis. Oft wird sie als die schwierigste der drei großen Landesrundfahrten bezeichnet. Sie trägt auch den Beinamen Grande Boucle, französisch für Große Schleife.
Eine Tour de France der Frauen wurde von 1984 bis 1989 ausgetragen, daneben gab es längere Zeit ähnliche Rennen wie Grande Boucle Féminine von anderen Veranstaltern. Länge und Bedeutung waren im Vergleich zur Tour der Männer gering. Seit 2014 veranstaltete die ASO La Course by Le Tour de France, die als Eintagesrennen konzipiert war und am selben Tag und auf derselben Strecke wie eine ausgewählte Tour-Etappe stattfand. Im Jahr 2022 gab es die erste Austragung der Tour de France Femmes als eigenständiges Etappenrennen mit zunächst acht Etappen.

## Streckenführung

### Le Grand Départ
Le Grand Départ, französisch für die große Abfahrt, ist die traditionelle Bezeichnung für den Beginn der Landesrundfahrt. Dieser Auftakt findet seit 1989 meistens am ersten Samstag im Juli statt; zuvor wurde auch wochentags begonnen. Traditionell lagen Start und Ziel in der Hauptstadt Paris. Von diesem Prinzip wich die Direktion erstmals 1926 ab, als sie die Gemeinde Évian-les-Bains im Osten Frankreichs als Ausgangspunkt wählte. Dies blieb vorerst die Ausnahme, erst mit dem Grand Départ in Metz 1951 wandelte sich das Bild. Seither startete die Tour de France nicht mehr in Paris, lediglich im Jubiläumsjahr 2003 machte die Rennleitung aus historischen Gründen eine Ausnahme. Einige Male fand der Grand Départ auch schon im Ausland statt, siehe dazu: Grand Départ im Ausland.
Von 1967 bis 2012 begann die Tour de France gewöhnlich mit dem so genannten Prolog. Er wurde als Einzelzeitfahren meist auf einem Rundkurs in einer größeren Stadt ausgetragen und dient hauptsächlich dazu, die Fahrer einem möglichst großen Publikum zu präsentieren. Unabhängig davon werden die Teilnehmer aber schon am Vorabend des Prologs einzeln vorgestellt. Außerdem ergeben sich durch den Prolog – im Gegensatz zu einer regulären Etappe, die möglicherweise mit einer gemeinsamen Zielankunft des Pelotons enden würde – bereits Zeitabstände zwischen den Fahrern.
Überschreitet das Eröffnungs-Zeitfahren die vom Weltradsportverband UCI festgelegte Maximaldistanz von derzeit acht Kilometern, so wird es als erste Etappe ausgetragen. Dies war in den Jahren 2000 (16,5 Kilometer), 2005 (19,0 Kilometer), 2009 (15,5 Kilometer), 2015 (13,8 Kilometer) und 2017 (14 Kilometer) der Fall. 2008, 2011, 2013, 2014, 2016 und seit 2018 verzichtete die Rennleitung ganz auf ein Zeitfahren zu Beginn und begann die Tour de France, wie bis in die 1960er-Jahre üblich, mit einer regulären Etappe über knapp 200 Kilometer.

### Etappen
Die auf den Grand Départ folgenden Etappen, meist zwanzig an der Zahl, zeichnen das französische Hexagon nach. Die Streckenführung und die Etappenorte wechseln dabei jedes Jahr. In den ersten zehn Jahren wurde dabei ausschließlich im Uhrzeigersinn gefahren, von 1913 bis 1932 dann nur gegen die Uhr. Seither ändert sich die Fahrtrichtung in immer rascherer Folge, zwischen 1998 und 2009 wurde sogar konsequent jährlich gewechselt.

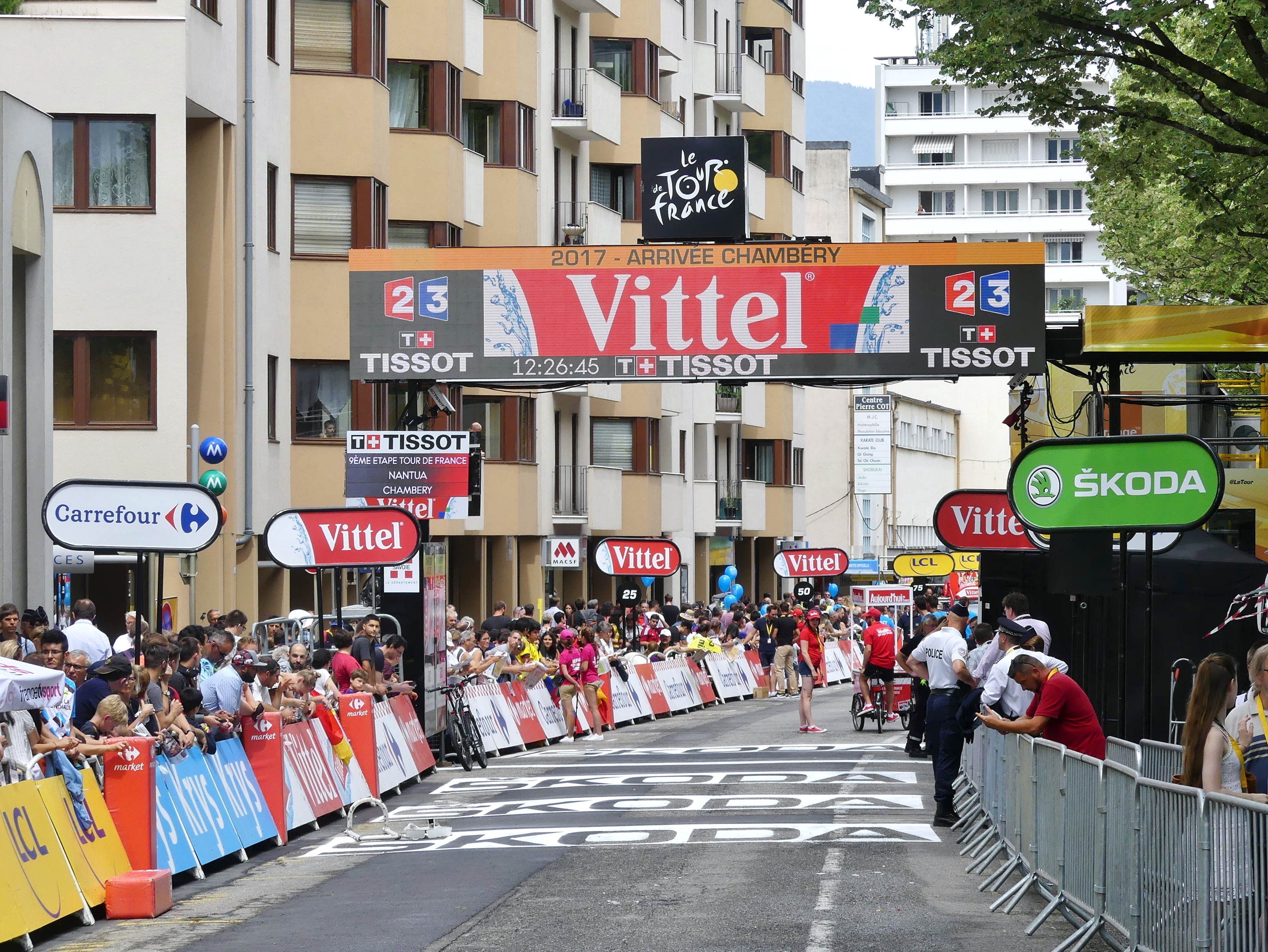
Ziellinie bei der Tour 2017

Die ersten Tage der Tour de France sind fast immer von schnellen und sprinterfreundlichen Flachetappen im Norden Frankreichs geprägt, bevor sich dann im Hochgebirge der Pyrenäen und der Alpen die Gesamtwertung der Tour entscheidet. Wird die Rundfahrt im Uhrzeigersinn gefahren, so erreichen die Fahrer zuerst die Alpen, wird in der Gegenrichtung gefahren, so stehen die Pyrenäen zuerst auf dem Programm. Besonders spektakuläre Bergetappen werden dabei bevorzugt auf das zweite und dritte Wochenende im Verlauf der Tour de France oder den Französischen Nationalfeiertag am 14. Juli gelegt. Dadurch möchte man möglichst vielen Zuschauern eine Teilnahme am Renngeschehen ermöglichen.
Ergänzend dazu finden auch in den beiden Mittelgebirgen Vogesen und Zentralmassiv Bergetappen statt, wenngleich diese vom Schwierigkeitsgrad nicht mit jenen im Hochgebirge zu vergleichen sind. Flache Etappen zwischen zwei Gebirgen nennt man Übergangs- oder Überführungsetappen. Heute werden während der Tour de France in der Regel zwei Zeitfahren ausgetragen, das zweite meistens am Vortag der Schlussetappe nach Paris. Vereinzelt wird das erste Zeitfahren nicht als Einzelzeitfahren, sondern als Bergzeitfahren oder als Mannschaftszeitfahren ausgetragen.
Die insgesamt zu absolvierende Streckenlänge wurde nach dem Dopingskandal von 1998 deutlich reduziert und beträgt seitdem rund 3500 Kilometer. Die längste Tour wurde 1926 gefahren und war 5745 Kilometer lang, die kürzeste war die erste Tour im Jahr 1903 mit insgesamt 2428 Kilometern. Auch die einzelnen Etappen sind kürzer als früher, heute werden zwischen 150 und 250 Kilometer täglich gefahren. Die längste jemals gefahrene Etappe führte 1919 über eine Entfernung von 482 Kilometern von Les Sables-d’Olonne nach Bayonne. Nicht mehr ausgetragen werden sogenannte Halbetappen, die zwischen 1934 und 1991 üblich waren. Dabei mussten die Fahrer zwei- oder sogar dreimal an einem Tag antreten, typischerweise vormittags zum gewöhnlichen Rennen und nachmittags zum Zeitfahren.
Die Tour de France wird traditionell von mehreren Ruhetagen unterbrochen. In der Gegenwart sind dies meist der zweite und der dritte Montag während des Rennens. Anders als früher wird heute nur noch vergleichsweise selten in dem Ort gestartet, in welchem die Rennfahrer am Vortag angekommen sind. Ursächlich hierfür ist der Wunsch, möglichst viele Gemeinden in den Parcours einzubinden. Die Folge sind Transfers nach vielen Etappen. Diese erfolgen mit Kraftfahrzeugen. Für die Fahrer stehen speziell adaptierte Reisebusse ihrer jeweiligen Mannschaft zur Verfügung. In der Regel sind ein- oder zweimal während jeder Tour de France auch längere Überführungen nötig. Sie finden entweder an einem der beiden Ruhetage oder am Abend nach einer Etappe statt. Solche längeren Strecken legen die Fahrer im Flugzeug oder im TGV zurück.
Die Tour de France hat in ihrer Geschichte alle Départements auf dem französischen Festland durchfahren. Im Jahr 2013 bei der 100. Austragung der Tour wurden schließlich auch die beiden Départements auf Korsika berücksichtigt. Die fünf Übersee-Départements Französisch-Guayana, Guadeloupe, Martinique, Mayotte und Réunion wurden bisher aus geografisch-logistischen Gründen nicht in das Programm aufgenommen.

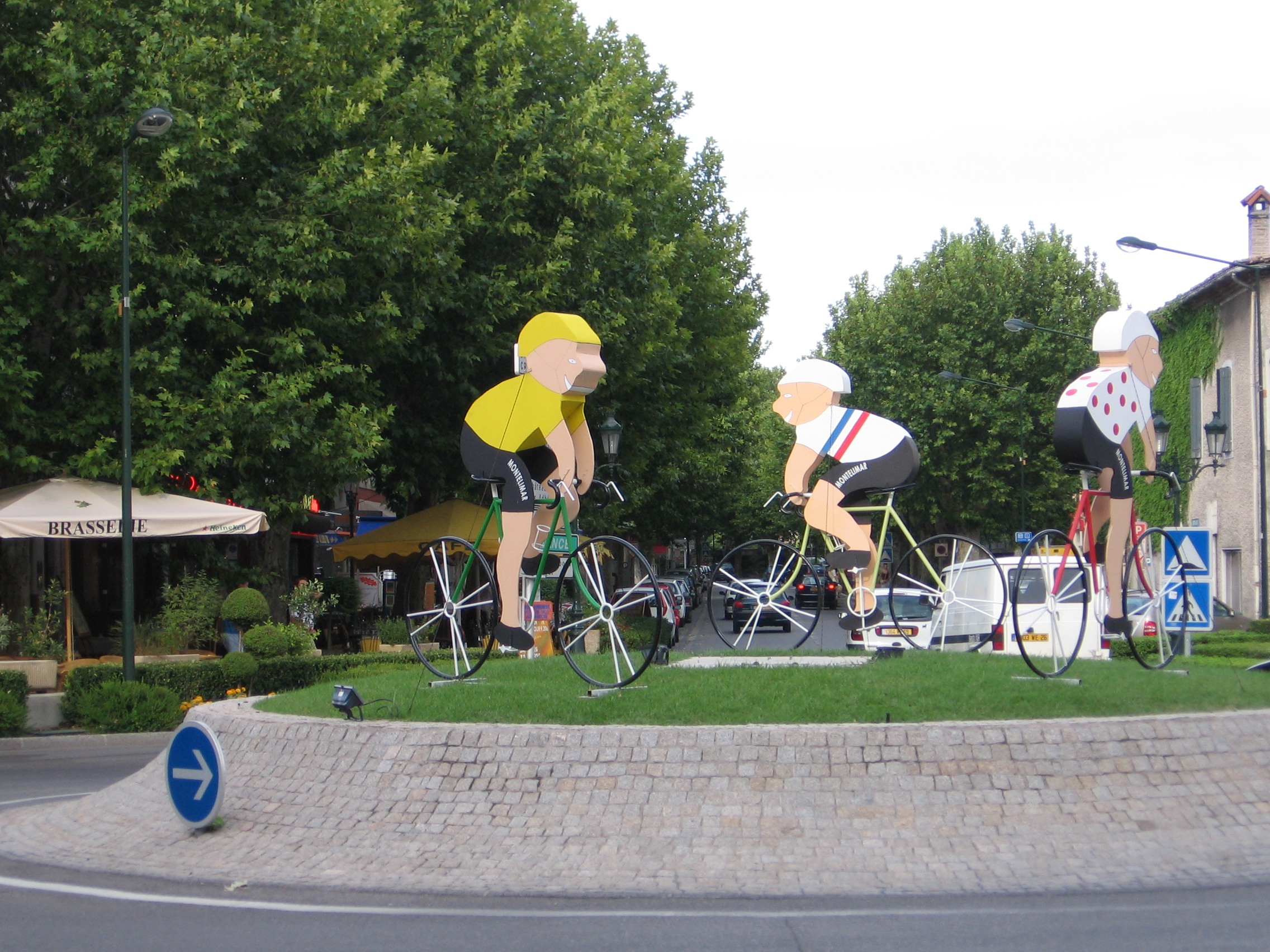
Typische Gestaltung eines Kreisverkehrs während der Tour

Großstädte werden bei der Streckenführung heute eher gemieden. Die nachmittägliche Ankunft der Tour de France und die damit verbundenen Straßensperrungen führen dort, mitten in der Hauptverkehrszeit, häufig zu Verkehrsproblemen. Ebenso scheiden besonders kleine Gemeinden als Etappenort meistens aus. Grund hierfür sind logistische Probleme, insbesondere fehlende Unterkünfte für den Begleittross der Tour. Prinzipiell bevorzugt werden Kommunen, die noch nie Teil des Parcours waren. Der Zusage seitens der Tourdirektion geht ein aufwändiges Bewerbungsverfahren voraus. Manche Kommunen müssen viele Jahre lang darauf warten, bei der Streckenführung berücksichtigt zu werden. Für die Jubiläumstour 2013 haben beispielsweise gleich 250 Orte ihr Interesse als Etappenort angemeldet. Der Tourverlauf wird meist im Oktober des Vorjahres auf einer Pressekonferenz vorgestellt, davor unterliegt er strikter Geheimhaltung. Lediglich der Startort und der Verlauf der ersten Etappe werden schon früher veröffentlicht.
Nicht selten werden eigens für die Tour de France Straßenbeläge erneuert. Typischerweise putzen sich die durchfahrenen Dörfer besonders heraus. Beliebt ist beispielsweise die besondere Gestaltung der Innenflächen von Kreisverkehren.
Paris ist der mit Abstand meist frequentierte Etappenort, bis einschließlich 2010 war die Tour 135-mal an der Seine zu Gast. An zweiter Stelle folgt Bordeaux, wo die Tour de France 80-mal gastierte, an dritter Stelle Pau, das 62-mal Etappenort war. Eine weitere Konstante in der Streckenführung sind bestimmte Gebirgspässe, die bei fast jeder Austragung passiert werden.

### Schlussetappe

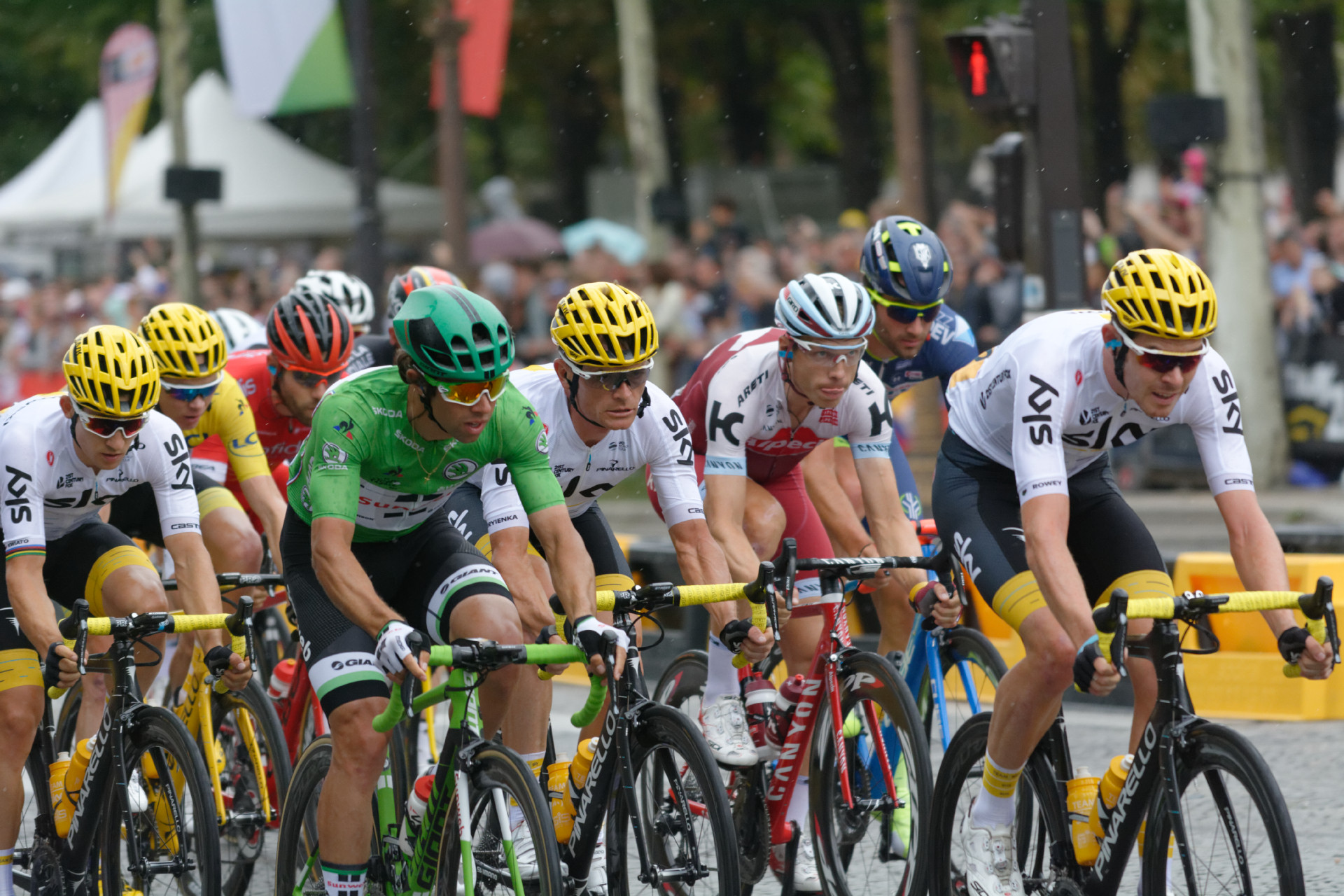
Fahrt auf der Avenue des Champs Élysées

Die letzte Etappe findet seit 1967 immer an einem Sonntag statt, zuvor aber auch an anderen Wochentagen. 

#### Zielankunft
Von 1903 bis 1967 endete das Rennen im Stadion Parc des Princes im Westen von Paris und von 1968 bis 1974 im Vélodrome Jacques-Anquetil südlich der Hauptstadt. Seit 1975 beginnt die letzte Etappe im Umland von Paris, der Île-de-France, und endet stets mit mehreren Schlussrunden auf den Champs-Élysées im Zentrum der Hauptstadt. 
Im Jahr 2024 endete die Tour erstmals in ihrer Geschichte nicht in Paris, sondern in Nizza. Grund hierfür waren die kurz danach stattfindenden Olympischen Spiele in Paris.
Im Jahr 2025 endete das Rennen zum 50. Mal wieder auf den Champs-Élysées, allerdings mit einer neuen Route, die drei Runden über den Anstieg auf den Montmartre beinhaltete. Der Anstieg war zuvor beim Straßenrennen der Olympischen Sommerspiele 2024 befahren worden.

#### „Tour d'Honneur“
Seit der Zielankunft auf der Champs-Élysées 1975 hat sich die letzte Etappe zu einem letzten Showdown für die Sprinter entwickelt, die um den prestigeträchtigen Sieg auf den Champs-Élysées kämpfen. Die Führenden im Gesamtklassement unterlassen Attacken aufeinander, weswegen die letzte Etappe auch Tour d'Honneur (Ehrenrunde) genannt wird; der Nichtangriffspakt wird in den Medien oft als „Ehrenkodex“ dargestellt. Allerdings liegen die Fahrer zu diesem Zeitpunkt üblicherweise mehrere Minuten auseinander, und der Zuschnitt der letzten Etappe bietet keine Aussicht auf bedeutende Änderungen im Gesamtklassement.
Bis in die 1970er Jahre war die letzte Etappe eine sportlich ernsthafte Angelegenheit, die oft hunderte Kilometer lang war, und bei der die Fahrer in kleinen Gruppen mit mehreren Minuten Abstand zueinander eintrafen. Noch 1979 unternahm der Zweitplatzierte Joop Zoetemelk während der Schlussetappe einen Angriff auf den Gesamtführenden Bernard Hinault, wurde von diesem aber im Zweiersprint geschlagen. Zu Führungswechseln am letzten Tag kam es nur drei Mal: Jean Robic gewann die Tour de France 1947 auf der Schlussetappe, als er auf der Côte de Bonsecours ausgangs Rouen angriff; heute ist ihm an dieser Stelle ein Denkmal gewidmet. Auch Jan Janssen 1968 und Greg LeMond 1989 gewannen das Gelbe Trikot erst auf der Schlussetappe, als diese in Form eines Zeitfahrens ausgetragen wurde.

### Berge

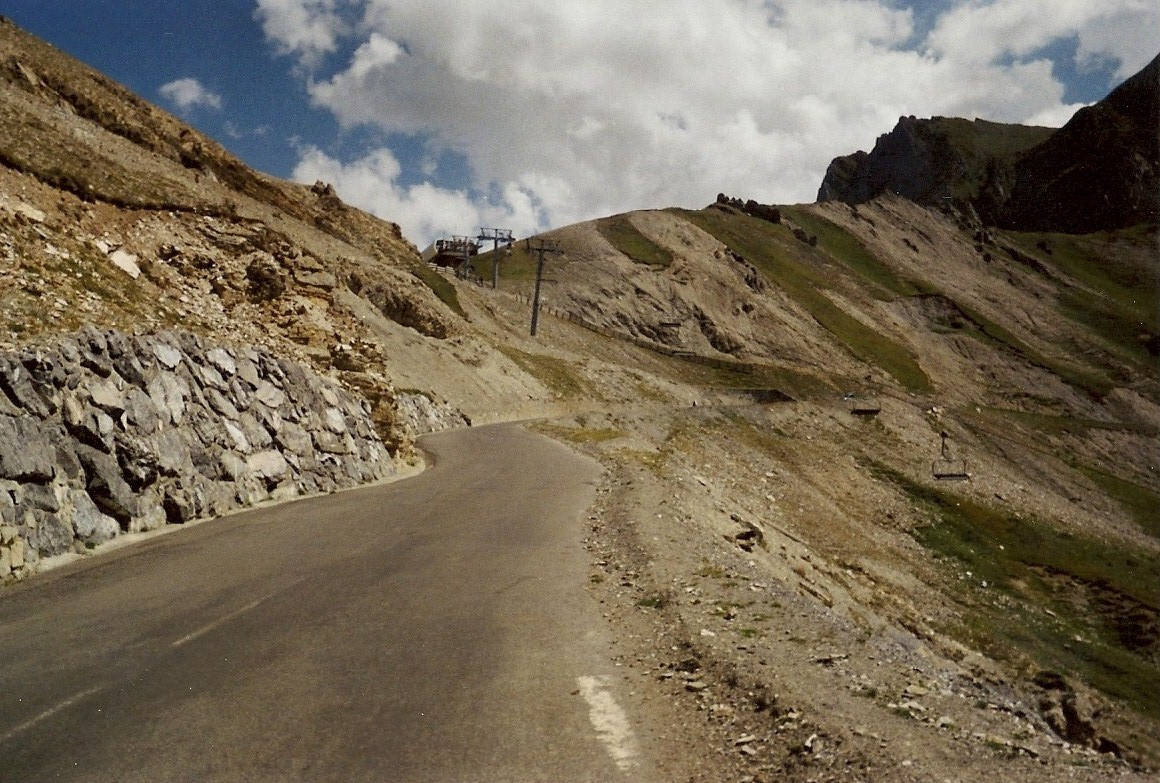
Der Col du Tourmalet ist der am häufigsten passierte Pass der Tour

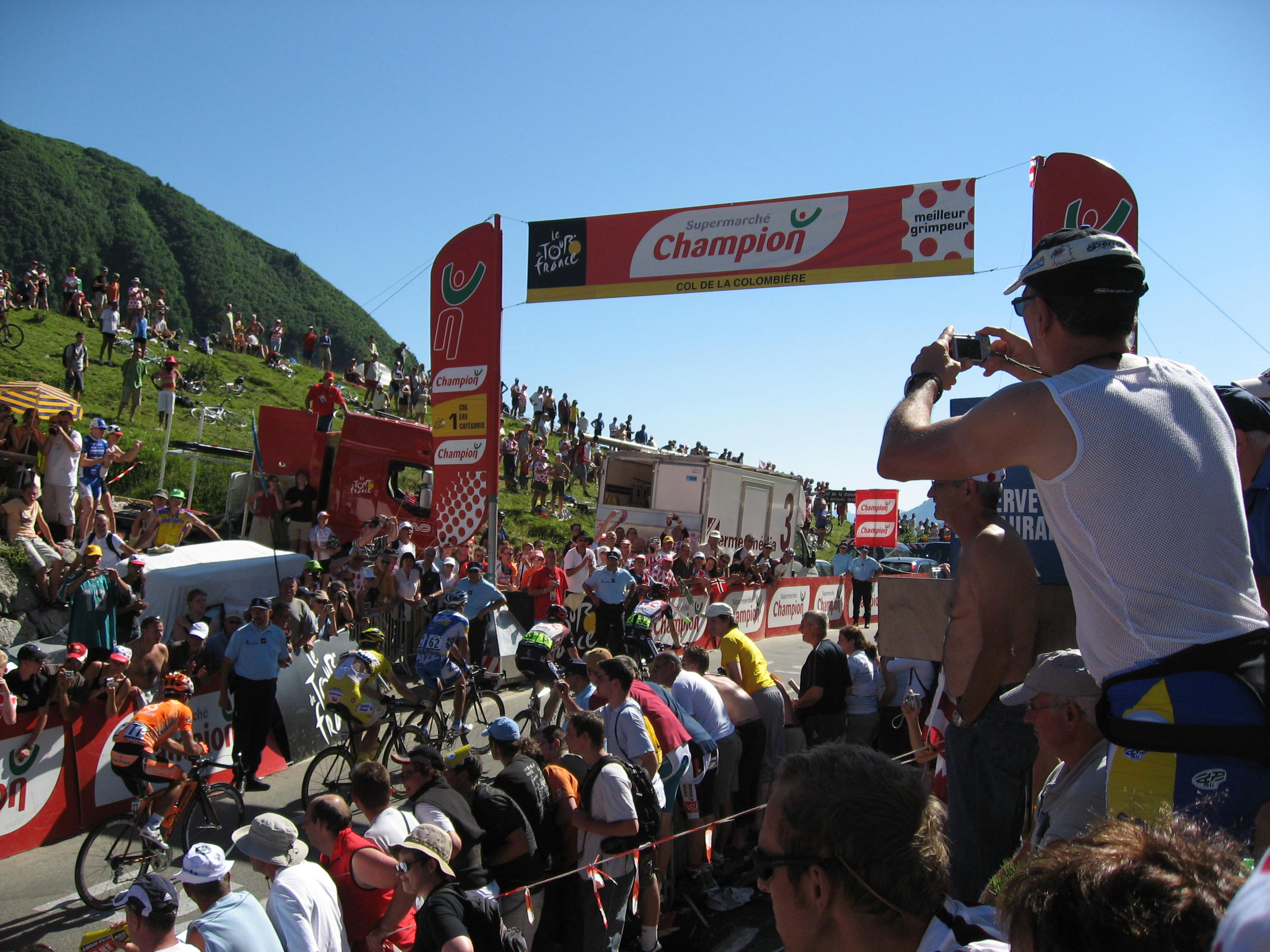
Eine typische Bergwertung im Hochgebirge, hier 2007 auf dem Col de la Colombière

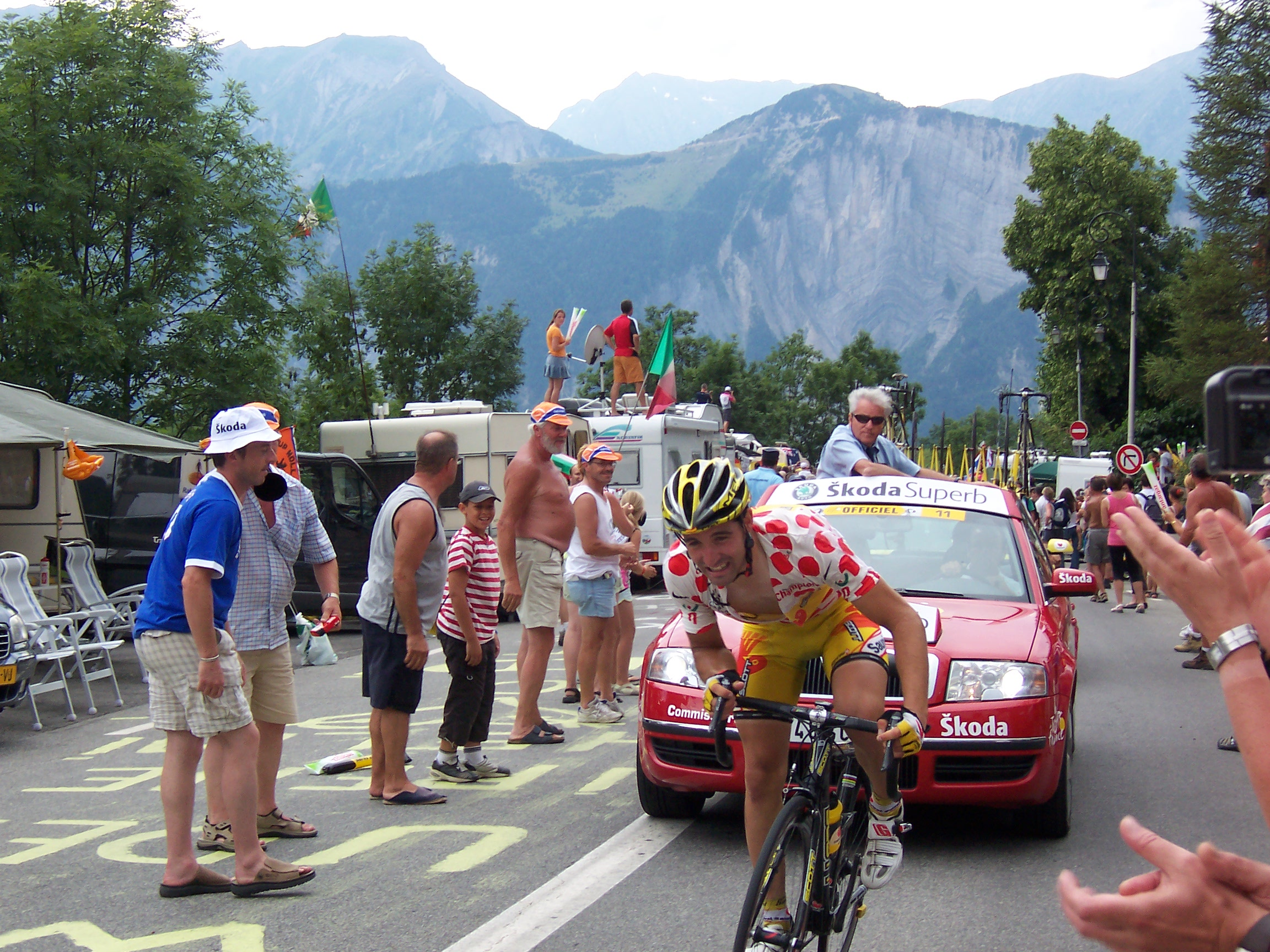
David de la Fuente erklimmt 2006 im Gepunkteten Trikot den Anstieg nach Alpe d’Huez

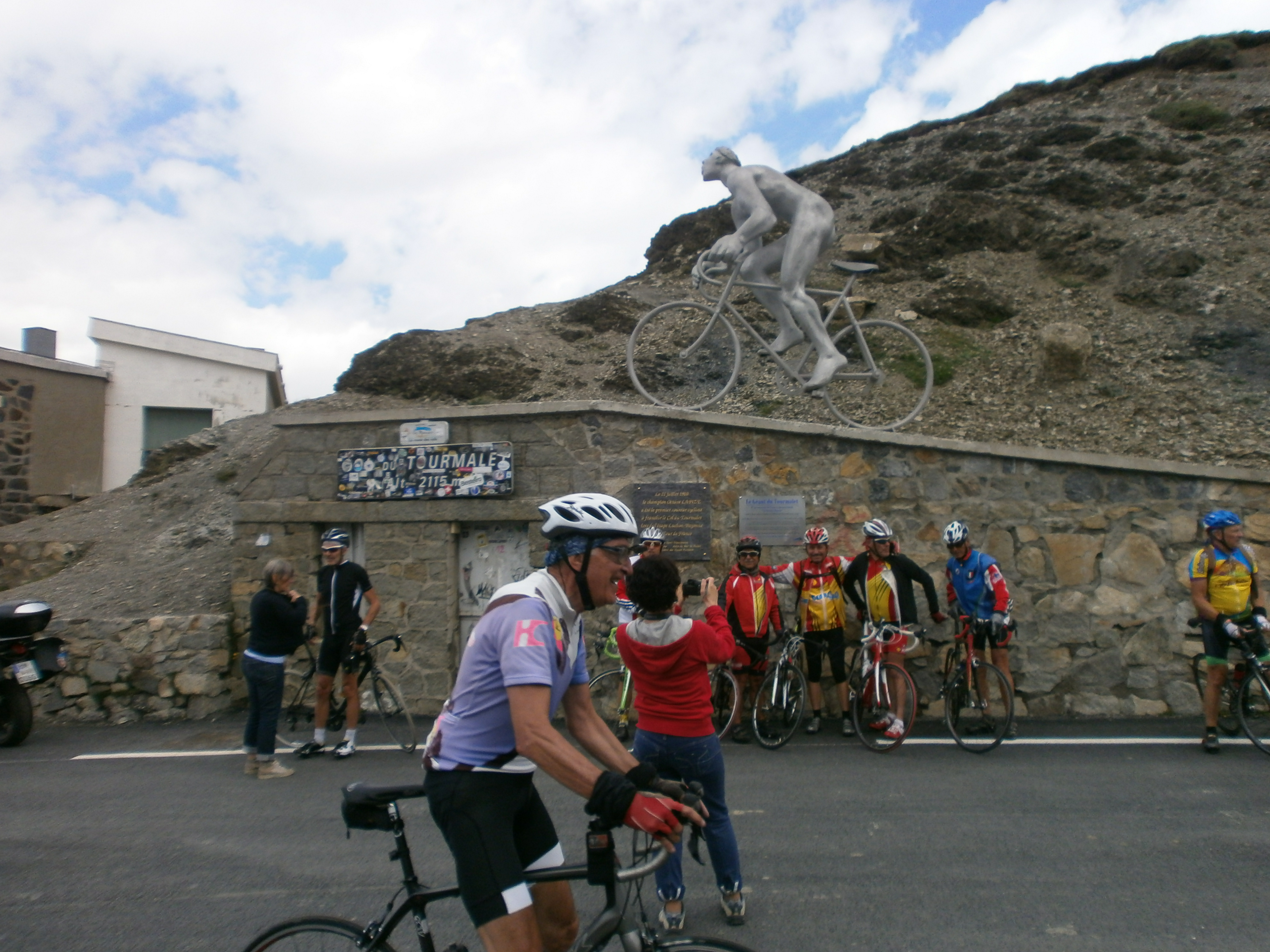
Géant-du-Tourmalet-Denkmal zur ersten Überquerung des Col du Tourmalet im Jahre 1910

Die Gesamtwertung der Tour de France entscheidet sich in jedem Jahr neben den Zeitfahren vor allem im Hochgebirge. Einige Berge und Pässe stehen sehr häufig im Programm der Tour und haben im Laufe der Jahre einen geradezu mythischen Ruf erworben. Die damit verbundenen Bergwertungen werden entweder bei der Passage der Kulminationspunkte oder als sogenannte Bergankunft am Ende einer Etappe abgenommen. Die schwierigste Bergetappe eines Jahres, oft der Tag mit den meisten Höhenmetern oder den bedeutendsten Anstiegen, wird häufig auch als Königsetappe bezeichnet.
27 Anstiege erreichen eine Höhe von über 2000 Metern. Mit 2802 Metern ist die Cime de la Bonette der höchste bisher angefahrene Punkt, gefolgt vom Col de l’Iseran (2764 m) und dem Col Agnel (2744 m).
Die vier bedeutendsten Anstiege der Tour de France sind der Col du Tourmalet (2114 m, Pyrenäen), der im Jahre 1910 als erster Hochgebirgspass erklommen wurde, der Col du Galibier (2645 m, Alpen), der ein Jahr später ins Programm aufgenommen wurde, der Mont Ventoux (1909 m, Provence), dessen einsam aufragender Gipfel erstmals 1951 befahren wurde und durch den Tod von Tom Simpson 1967 zu trauriger Berühmtheit gelangte, und der Anstieg zur alpinen Skistation Alpe d’Huez, dessen 21 Kehren hinauf auf 1850 Meter zum ersten Mal 1952 in der Geschichte der Tour bewältigt wurden. Dies war gleichzeitig die erste Bergankunft des Rennens.
Weitere legendäre Tour-de-France-Berge sind der Col d’Aubisque in den Pyrenäen und der Col de la Madeleine in den Alpen. Der Col d’Aubisque gilt, wenn er von Nordwesten, meist von Pau herkommend angefahren wird, als besonders schwere Bergprüfung, weil er den Fahrern eine abrupte Umstellung vom Flachland aufs Hochgebirge abverlangt. Der Col de la Madeleine wird von Fahrern, aktuellen wie ehemaligen, wie zum Beispiel Tony Rominger, als eine der schwierigsten Bergprüfungen im gesamten Tour-de-France-Programm genannt. In früheren Jahren spielte außerdem der Vulkanberg Puy de Dôme eine große Rolle, er war zwischen 1952 und 1988 dreizehnmal Teil des Parcours. Er wurde danach lange Zeit aber aus logistischen und ökologischen Gründen nicht mehr angefahren, stand aber 2023 wieder im Programm.
Die zehn am häufigsten angefahrenen Pässe sind: (Stand nach der Tour de France 2024)
- 86-mal Col du Tourmalet (Pyrenäen)
- 76-mal Col d’Aspin (Pyrenäen)
- 75-mal Col d’Aubisque (Pyrenäen)
- 71-mal Col de Peyresourde (Pyrenäen)
- 63-mal Col du Galibier (Alpen)
- 59-mal Col de Portet-d’Aspet (Pyrenäen)
- 40-mal Col des Aravis (Alpen)
- 36-mal Col d’Izoard (Alpen)
- 35-mal Col de Vars (Alpen)
- 34-mal Col d’Allos (Alpen)

Die Berge werden je nach Länge und Steigung sowie nach ihrer Platzierung innerhalb der Etappe in fünf Schwierigkeitsgrade eingeteilt, diese nennt man Bergkategorien. Nach ihnen richten sich auch die maximal erzielbaren Punkte für das Gepunktete Trikot der Tour de France:
| Kategorie | Schwierigkeitsgrad | Beispiel          | Steigungslänge | Steigungsgrad |
| --------- | ------------------ | ----------------- | -------------- | ------------- |
| HC        | sehr schwer        | Col du Tourmalet  | 17,4 km        | 7,3 %         |
| 1         | schwer             | Col du Télégraphe | 12,0 km        | 6,7 %         |
| 2         | mittelschwer       | Côte de Boyne     | 09,2 km        | 5,3 %         |
| 3         | leicht             | Côte de Oneux     | 03,2 km        | 5,1 %         |
| 4         | sehr leicht        | Côte de Bellevue  | 01,0 km        | 4,2 %         |

Die Punkte werden nach den Sonderreglement der jeweiligen Austragung vergeben: z. B. im Jahr 2012 gestaffelt zwischen 25 und zwei Punkten für die ersten zehn Fahrer und einem Punkt für den ersten Fahrer bei einem Anstieg der 4. Kategorie.
Traditionell führt die Tour de France über sechs Bergetappen, davon meist drei in den Alpen und drei in den Pyrenäen. Darin enthalten sind circa fünfzehn für die Fahrer nennenswerte Anstiege, das heißt Berge der 1. Kategorie oder hors catégorie.

### Ausland

#### Auslandsetappen während des Rennverlaufs
Schon in der Frühzeit des Rennens wurden die französischen Landesgrenzen bei einzelnen Etappen überschritten. Erstmals war dies 1906 der Fall, als die Tour Lothringen passierte. Dieses Gebiet hatte Frankreich 1870/71 im Deutsch-Französischen Krieg an das Deutsche Reich verloren. Dabei wurde erstmals die für den deutsch-französischen Konflikt symbolträchtige Stadt Metz durchfahren. Schon 1907 war Metz schließlich auch erster ausländischer Etappenort.
1909 und 1910 wurde die Zielankunft in Metz vom rechtsgerichteten, pro-französisch gesinnten Verband Lorraine Sportive organisiert, der die Veranstaltung mit der Marseillaise und französischen Militärmärschen begleitete. Die Tour-Leitung betonte indessen den rein sportlichen Charakter der Tour und mied anschließend Metz. Anschließend dauerte es bis 1948, ehe die Tour wieder Deutschland besuchte (im französisch besetzten Saarland). 1964 machte die Tour infolge des Élysée-Vertrags erstmals einen Abstecher in die Bundesrepublik; seither geschieht dies regelmäßig.

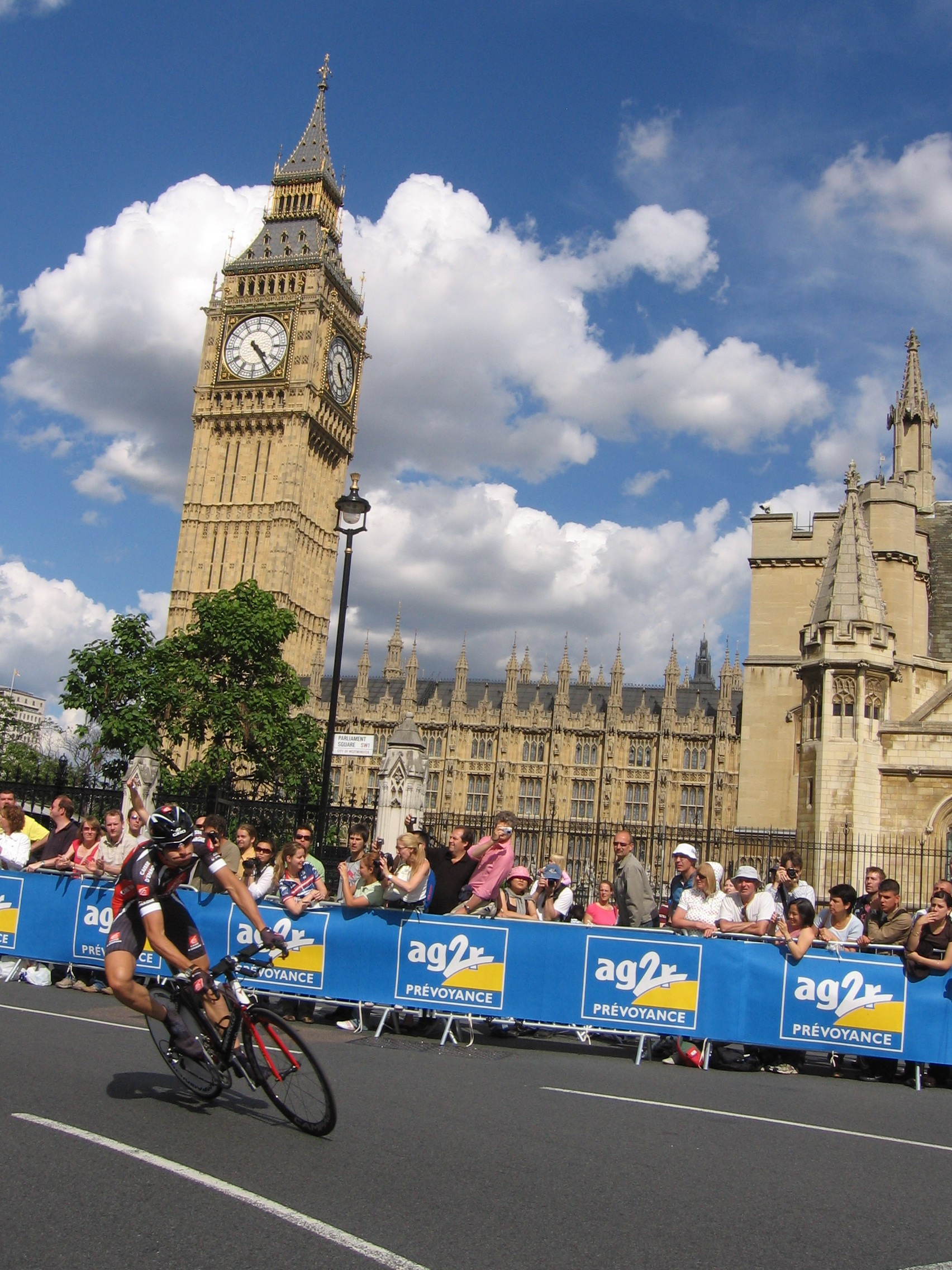
2007: Die Tour vor dem Londoner Wahrzeichen Big Ben

Im Laufe der Jahre wurden dann in unregelmäßigen Abständen auch alle anderen heutigen Nachbarstaaten in den Parcours einbezogen, so die Schweiz (erstmals 1907, 1913 erstmals mit Etappenort Genf), Monaco (erstmals 1920, Etappenort erstmals 1939), Belgien (erstmals 1947), Luxemburg (erstmals 1947), Italien (erstmals 1948), Spanien (erstmals 1949) und Andorra (erstmals 1964). Auch im teilautonomen Saarland (1947 bis 1956), das wirtschaftlich an Frankreich angeschlossen war, war die Tour zweimal zu Gast, nämlich 1948 und 1953.
Später kamen auch Staaten dazu, die keine gemeinsame Grenze mit Frankreich haben. Dies waren die Niederlande (erstmals 1954), Großbritannien (erstmals 1974), Irland (1998) und Dänemark (2022). Ferner auch West-Berlin (1987), das damals noch vom Gebiet der DDR umschlossen war und einen politischen Sonderstatus hatte. 2024 besuchte die Tour erstmals San Marino.
Nicht selten orientiert sich die Tour de France dabei an politischen Gesichtspunkten oder sonstigen Großereignissen. Dem ersten Nachkriegs-Abstecher nach Deutschland 1964 ging beispielsweise im Jahr zuvor der Élysée-Vertrag voraus. Das erste Gastspiel in Großbritannien fand im Jahr nach dem Beitritt des Landes zur Europäischen Gemeinschaft statt, das nächste 1994 ein Jahr nach Eröffnung des Eurotunnels. Dieser wurde auch für den Transfer der Fahrer und der Begleitpersonen genutzt.
Der Abstecher nach West-Berlin fand anlässlich der 750-Jahr-Feier Berlins statt. Gleichzeitig unterstrich er, mitten im Kalten Krieg, die Position Frankreichs als Garantiemacht im Rahmen des Viermächte-Status. In der DDR wurde diese Aktion als Provokation wahrgenommen, so wurde daraufhin der Start der Internationalen Friedensfahrt 1987 von Warschau nach Ost-Berlin verlegt.
Mit dem Befahren von Spanien, Frankreich, Belgien, den Niederlanden, Deutschland, Luxemburg und Italien hatte die Tour 1992 erstmals im selben Jahr Etappenankünfte in sieben verschiedenen Ländern. Anlass hierfür war die vorangegangene Unterzeichnung des Vertrags von Maastricht am 7. Februar desselben Jahres.

#### Grand Départ im Ausland
Seit 1954 findet auch der Grand Départ in unregelmäßigen Abständen im nahen Ausland statt, bisher
- in den Niederlanden (Amsterdam 1954, Scheveningen 1973, Leiden 1978, ’s-Hertogenbosch 1996, Rotterdam 2010 und Utrecht 2015)
- in Deutschland (Köln 1965, Frankfurt am Main 1980, West-Berlin 1987 und Düsseldorf 2017)
- in Belgien (Brüssel 1958 und 2019, Charleroi 1975 und Lüttich 2004 und 2012)
- in der Schweiz (Basel 1982)
- in Luxemburg (Luxemburg 1989 und 2002)
- in Spanien (San Sebastián 1992, Bilbao 2023)
- in Irland (Dublin 1998)
- in Großbritannien (London 2007, Leeds 2014)
- in Monaco (2009)
- in Dänemark (Kopenhagen 2022)
- in Italien (Florenz 2024)

Der langgehegte Plan, die Tour in den Vereinigten Staaten (New York) oder Kanada (Québec) zu starten, wurde hingegen aufgrund des immensen Aufwands bisher nicht umgesetzt. Für die Jubiläumstour 2013 bewarben sich – neben Korsika – mit Katar, Lugano, Salzburg, Schottland, Tokio und Utrecht weitere Städte, Regionen beziehungsweise Staaten, in welchen die Tour zuvor noch nicht zu Gast gewesen war.

## Teilnehmer
Seit 1969 wird die Tour de France durch von Unternehmen zu Werbezwecken betriebenen oder gesponserten Profimannschaften bestritten, wie auch schon in der Anfangszeit des Rennens seit 1909. In der ersten Tour 1903 bis 1908 starteten Einzelfahrer. Von 1930 bis 1961 und dann noch einmal 1967 und 1968 traten Nationalmannschaften an.
Jährlich werden etwa 21 bis 22 Profimannschaften zu der Tour de France eingeladen, die bis 2017 aus je neun Fahrern bestanden, 2018 erstmals aus nur acht. Die 18 UCI WorldTeams haben nach dem UCI-Reglement für WorldTour-Rennen das Recht und die Pflicht zur Teilnahme. Die übrigen Mannschaften wählt der Veranstalter aus dem Kreis der Professional Continental Teams aus. Die meisten Teams kommen üblicherweise aus Frankreich, Italien und Spanien, dazu einzelne Mannschaften aus Belgien, den Niederlanden, Deutschland, Dänemark, der Schweiz und den USA. Diese Nationen stellen auch den Großteil der Fahrer. Einzelne Radprofis stammen aus dem übrigen Mitteleuropa, Skandinavien, Osteuropa sowie Kasachstan, Kolumbien, Australien, Südafrika und Japan.
Der Franzose Sylvain Chavanel ist mit 18 Starts alleiniger Rekordteilnehmer der Tour de France, gefolgt vom Mecklenburger Jens Voigt, dem US-Amerikaner George Hincapie sowie dem Australier Stuart O’Grady mit je 17 Teilnahmen. Sie alle erreichten allerdings nicht immer das Ziel in Paris.
Rekordhalter bei den Zielankünften sind Chavanel und der Niederländer Joop Zoetemelk, der die Tour bei allen 16 Starts auch beendete, davon siebenmal auf dem Podium und 1980 einmal als Gesamtsieger. Auch Hincapie kam 16-mal in Paris an, mehrere seiner Teilnahmen wurden jedoch wegen Dopingvergehen nachträglich gestrichen.
Je 15 Mal bestritten die Tour de France der mehrfache Gewinner der Bergwertung und Gesamtsieger von 1976 Lucien Van Impe, sein belgischer Landsmann Guy Nulens (bester Platz: 22.) sowie der Russe Wjatscheslaw Jekimow. Letzterer erreichte wie Zoetemelk stets Paris und belegt bei den Zielankünften zusammen mit O’Grady Rang 3.
Mit 14 Teilnahmen belegt Erik Zabel, sechsmaliger Gewinner der Punktewertung, hinter Jens Voigt Rang zwei der deutschen Rekordteilnehmer.

## Organisation

### Gründung durchL’Auto, spätere Bindung anL’Équipe

Titelseite von L’Auto am 1. Juli 1903

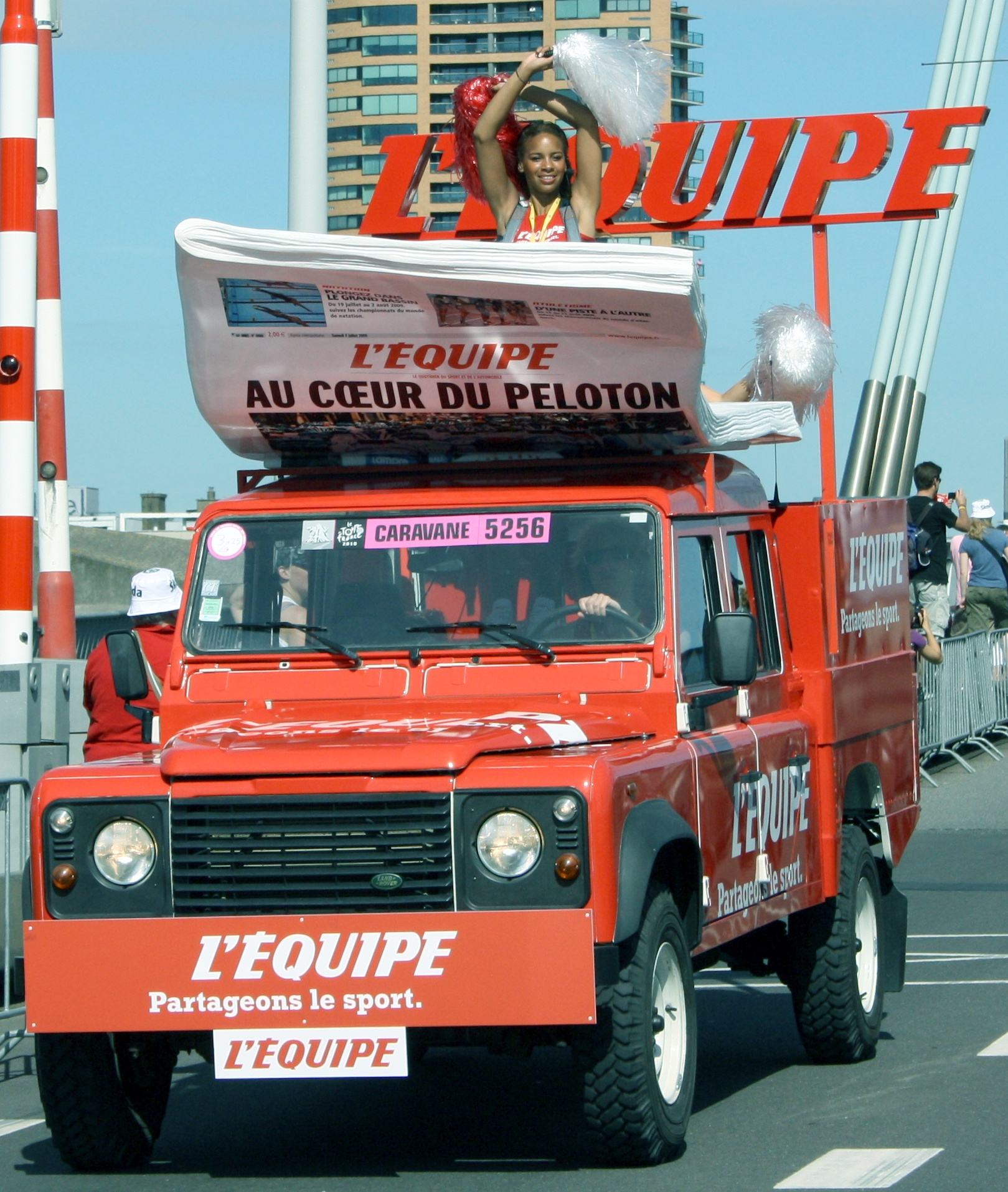
Eigenwerbung für L’Équipe in der Werbekarawane 2010

Die Tour de France wurde im Jahr 1903 von der auf eine Auflagensteigerung bedachten Sportzeitung L’Auto gegründet. Diese musste sich damals insbesondere gegen das 1892 gegründete Konkurrenzblatt Le Vélo bewähren, von dem es sich 1900 abgespalten hat (zunächst unter dem Namen L’Auto-Vélo). Letztendlich setzte sich L’Auto (so der Name seit Januar 1903) durch, schon 1904 erschien Le Vélo zum letzten Mal.
Der Chefredakteur von L’Auto, Henri Desgrange, übernahm bis zu seinem Tod 1940 den Posten des Tourdirektors. In diesem Amt konzentrierte er alle wichtigen Entscheidungsprozesse zur Organisation des Rennens. Um das Rennen attraktiver zu machen, führte Desgrange 1919 das Gelbe Trikot und 1933 die Bergwertung ein. Zu seinem Nachfolger, sowohl als Chefredakteur als auch als Tourdirektor, baute Desgrange den Journalisten Jacques Goddet auf, der ihn als Renndirektor ab 1936 vertrat und von 1924 bis 1945 als Tourdirektor amtierte. Im Gegensatz zu seinem Vorgänger war Goddet dem Einsatz technischer Neuerungen gegenüber aufgeschlossen; gleich in seinem ersten Jahr als Co-Direktor 1937 erlaubte er die Gangschaltung.
Nach der Befreiung Frankreichs 1944 wurde L’Auto wegen Kollaboration mit dem nationalsozialistischen Deutschland verboten. Zwei Jahre später wurde die neue Sportzeitung L’Équipe als Nachfolgetitel durch die Amaury-Verlagsgruppe gegründet, die unter Goddet weiterhin die Tour organisierte. Später wurde dem bis dahin fast allmächtigen Direktor Goddet ein zweiter, vor allem für die wirtschaftliche Seite verantwortlicher Direktor zur Seite gestellt. 1989 begleitete erstmals Jean-Marie Leblanc, der wie seine Vorgänger ebenfalls aus dem Journalismus kam, die Tour als Direktor. Die Organisation des Rennens ging auf die Amaury Sport Organisation (ASO) über, deren Chef seitdem offiziell die oberste Kontrolle über die Tour de France ausübt. Die konkreten Entscheidungen wurden allerdings weiterhin von Leblanc getroffen, unter dessen Direktion die Vermarktung der Tour de France einen neuen Grad der Professionalität erreicht hat. 2006 übernahm Christian Prudhomme die Direktion des Rennens. Die markante Stimme für den Tour-Kommentar liefert Daniel Mangeas.

### Direktoren der Tour de France
- 1903–1939 Henri Desgrange
- 1947–1961 Jacques Goddet
- 1962–1986 Jacques Goddet und Félix Lévitan
- 198700000 Jean-François Naquet-Radiguet und Xavier Louy
- 198800000 Jean-Pierre Courcol und Xavier Louy
- 1989–1993 Jean-Pierre Carenso und Jean-Marie Leblanc
- 1994–2000 Jean-Claude Killy und Jean-Marie Leblanc
- 2001–2004 Patrice Clerc und Jean-Marie Leblanc
- 2005–2006 Jean-Marie Leblanc und Christian Prudhomme
- 2006–0000 Christian Prudhomme

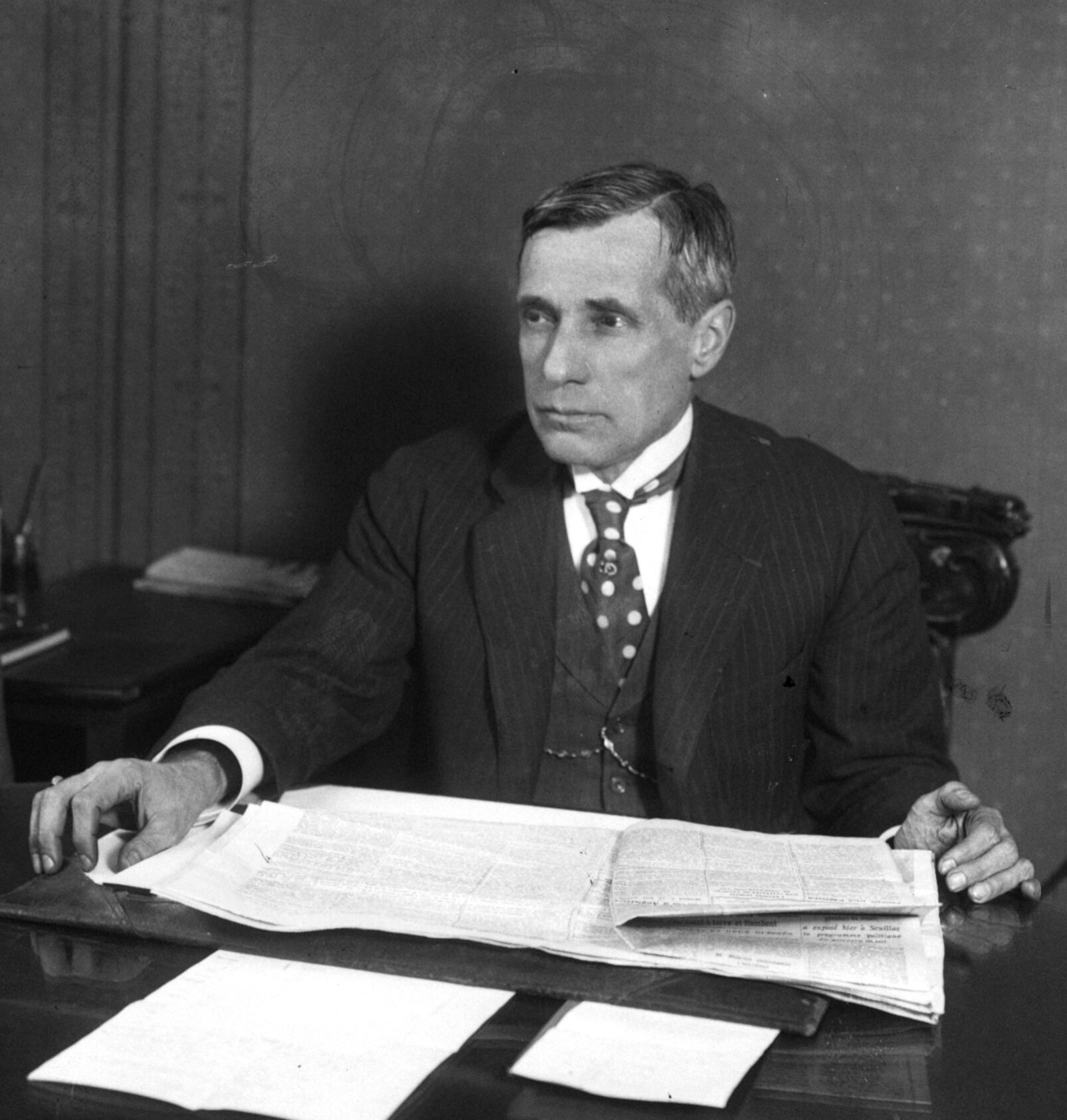
Henri Desgrange, 1914
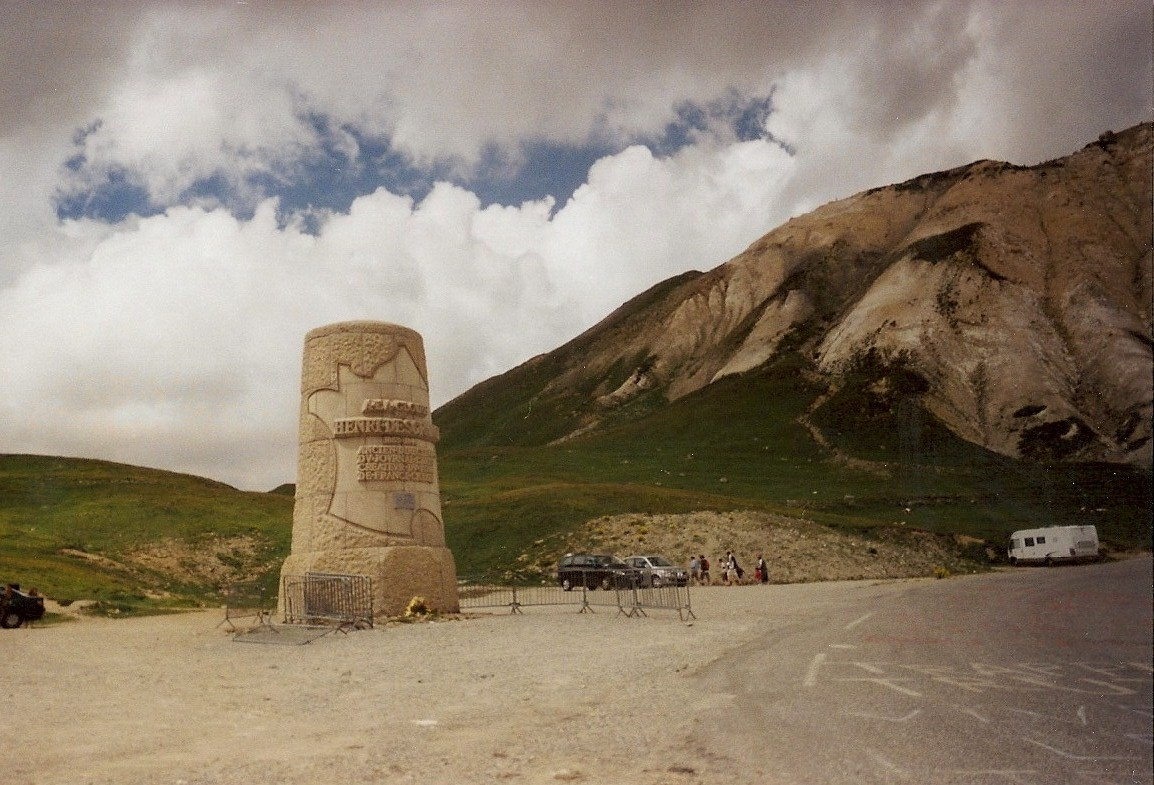
Col du Galibier: Monument zu Ehren Desgranges
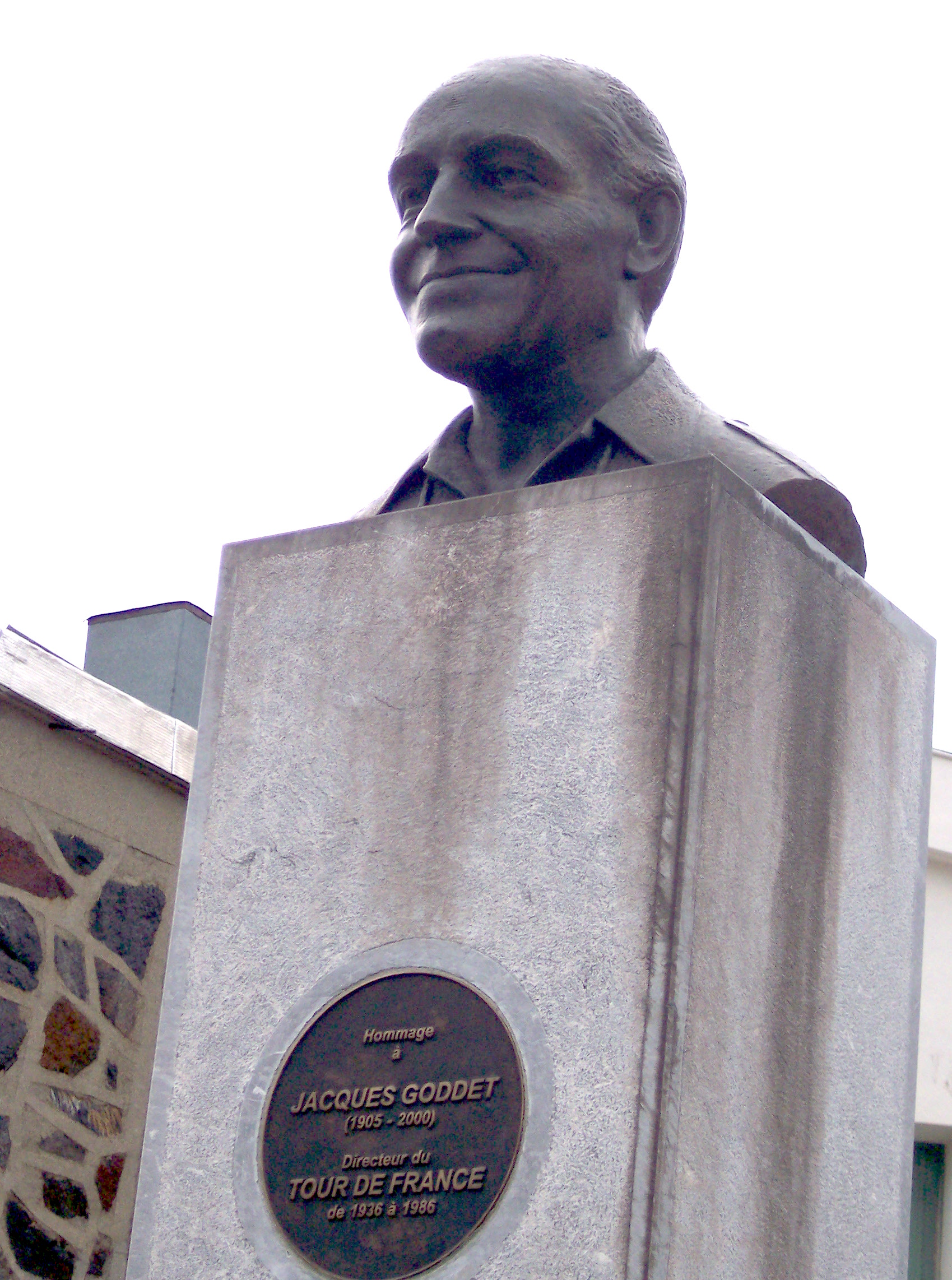
Büste von Jacques Goddet auf dem Col du Tourmalet
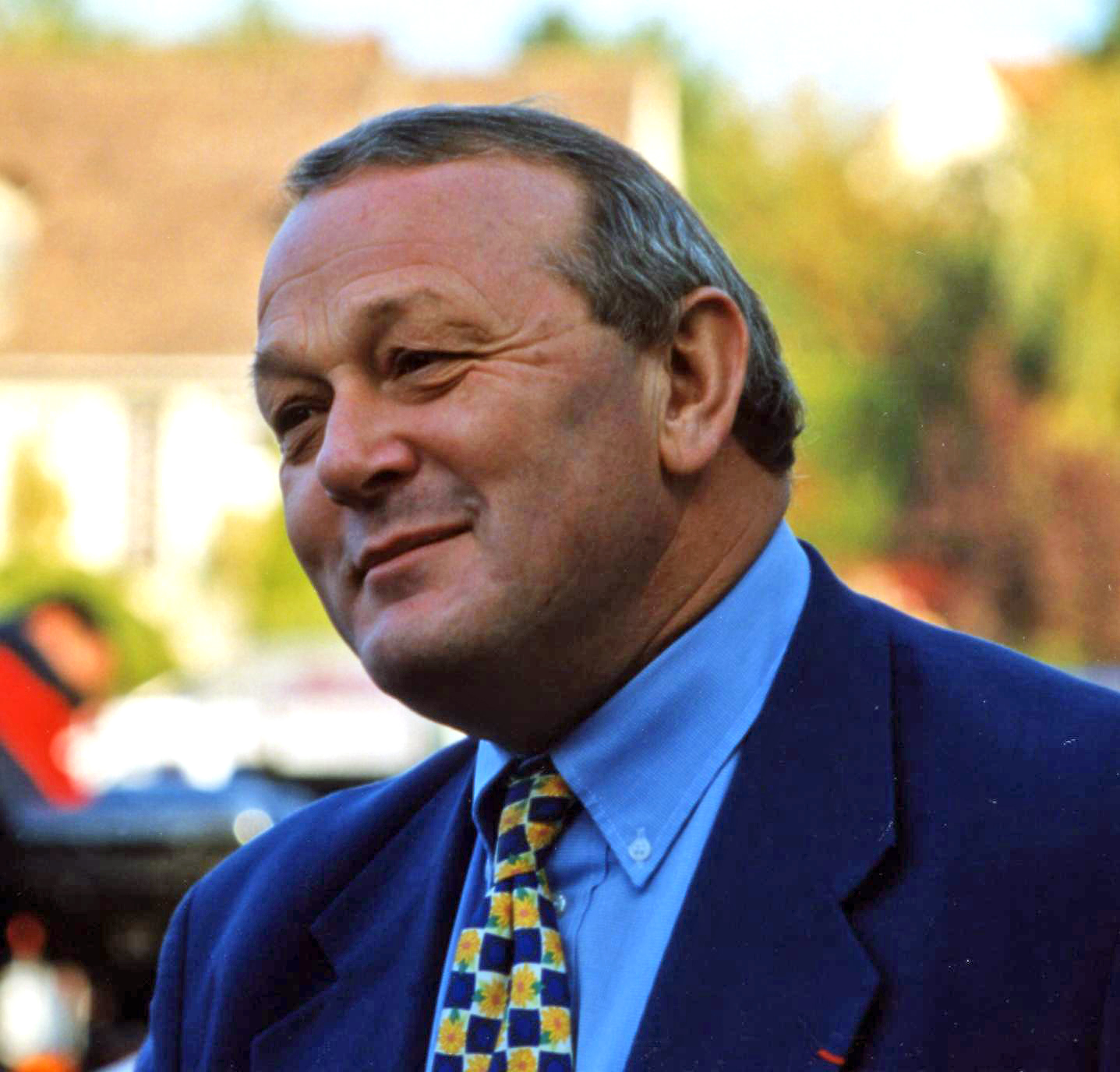
Jean-Marie Leblanc, 1997
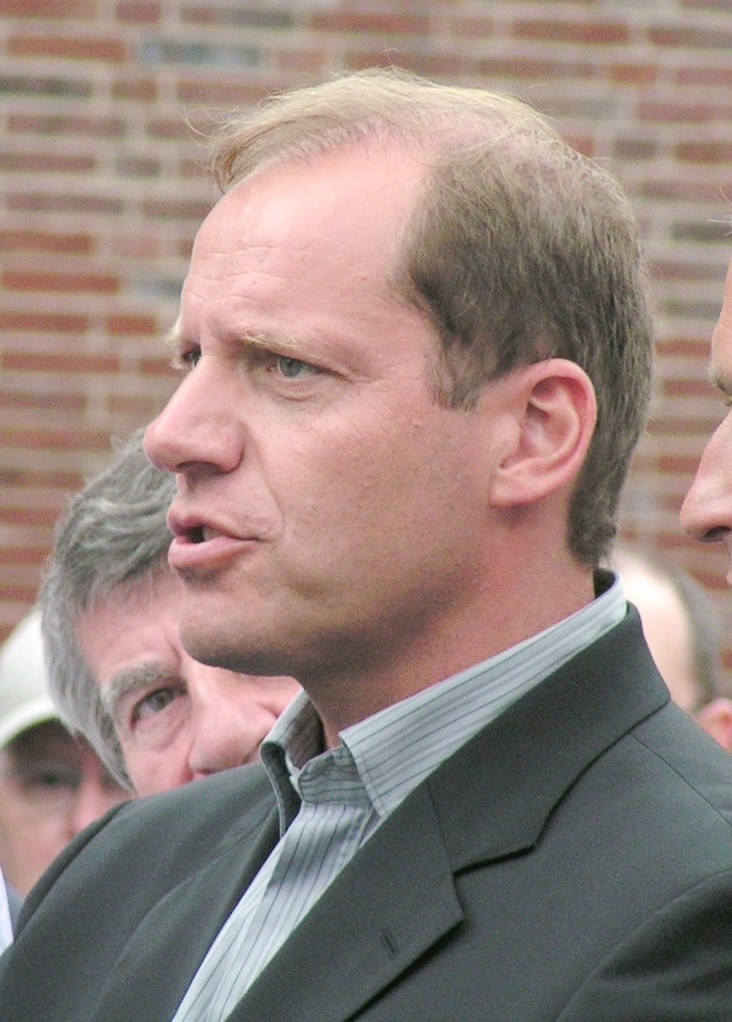
Christian Prudhomme, 2006

## Geschichte
Die 1903 ins Leben gerufene Tour de France war das erste echte Etappenrennen in der Geschichte des Radsports. Enorme Distanzen waren schon zuvor bei Fernfahrten wie Paris–Brest–Paris (erstmals 1891, 1200 Kilometer) und Bordeaux–Paris (erstmals 1891, 577 Kilometer) zurückgelegt worden. Neu war aber die von dem französischen Journalisten Géo Lefèvre entwickelte Idee, mehrere Radrennen quer durch Frankreich direkt nacheinander zu veranstalten und die Zeiten zu addieren. Der programmatische Titel „Tour de France“ bediente dabei durchaus bewusst die patriotische Stimmung der Zeit. Der Titel war bereits durch das Automobilrennen, welches 1899 zum ersten Mal ausgetragen wurde, bekannt.
Am 1. Juli 1903 begann die erste Tour de France an der ehemaligen „Auberge Reveil-Matin“ in Montgeron bei Paris. Es beteiligten sich 60 Fahrer. Die Rundfahrt führte über sechs Etappen mit insgesamt 2428 Kilometern von Paris über die Etappenstädte Lyon, Marseille, Toulouse, Bordeaux und Nantes zurück nach Paris. Zwischen den Etappen wurden mehrere Ruhetage eingelegt. Der favorisierte Franzose Maurice Garin war der Sieger der ersten Tour de France, mit einer Durchschnittsgeschwindigkeit von über 25 km/h; das Preisgeld für den Sieg betrug 6075 Francs.
Die folgenden Ausgaben der Tour waren zunächst von einer Reihe von Skandalen geprägt, gipfelnd im Ausschluss der ersten Vier des Gesamtklassements bei der Tour de France 1904. Bis circa 1910 konnte sich die Tour de France allerdings etablieren. Die Zeit vor dem Ersten Weltkrieg wird rückblickend als heroische Epoche der Tour bezeichnet, weil damals regelmäßig Tagesdistanzen von über 400 Kilometer zurückgelegt wurden. Aus heutiger Sicht erscheint dies genauso unglaublich wie die bescheidene damalige technische Ausstattung der Rennräder und die Qualität der Straßen, die damals noch nicht asphaltiert waren.
Auch die Austragung von Etappen im Gebirge trug zum Mythos des Rennens bei. Bereits in den ersten beiden Austragungen 1903 und 1904 überquerte die Rundfahrt mit dem Col de la République im Zentralmassiv einen Pass von über 1000 Metern Höhe. Ab 1905 wurde der Ballon d’Alsace (1178 m) in den Vogesen zum Hauptanstieg der Tour, dazu die Côte de Laffrey (915 m) und der Col Bayard (1246 m) in den Alpen. 1907 erweiterte Henri Desgrange das Programm um eine Etappe durch das Chartreuse-Massiv. Später folgten auch Etappen im Hochgebirge, 1910 erstmals in den Pyrenäen und 1911 erstmals in den Hochalpen, die damals noch ohne Gangschaltung bezwungen werden mussten. Die Skulptur Le Géant du Tourmalet erinnert dabei an die erste Überquerung des Col du Tourmalet im Jahre 1910. Mit dem Col du Galibier, damals der höchste französische Pass, der mit dem Fahrrad erklommen werden konnte, war aber vorläufig eine neue Grenze erreicht. Doch waren Radrennen im Hochgebirge keine Erfindung der Tour. So wurde bereits 1894 bei der Fernfahrt Mailand–München der Brennerpass überquert und der Touring Club de France organisierte schon 1902 ein Radrennen, das zwei Mal über den Tourmalet führte.
Die Zahl der Etappen wurde nach und nach auf elf (1905), fünfzehn (1910), achtzehn (1925) und schließlich vierundzwanzig (1931) erhöht. Die Gesamtlänge der Tour stieg auf bis zu 5500 Kilometer. Im Gegenzug wurde jedoch die Länge der einzelnen Etappen stetig verkürzt. Die Anzahl der Ruhetage, die ab 1906 regelmäßig nach jeder Etappe eingelegt worden waren, verringerte sich. Seit den 1950er-Jahren wird die Tour de France weitgehend in ihrer heutigen Gestalt ausgetragen.
Ab 2005 gehörte die Tour de France zur damals neu eingeführten UCI ProTour, einer Serie der wichtigsten Radrennen des Jahres. Nach drei Saisons wurde die Tour, zusammen mit anderen großen Etappenrennen wie Giro d’Italia oder Vuelta, ab 2008 nach Unstimmigkeiten zwischen der ASO und dem Weltverband UCI aus der Rennserie genommen. Seit 2011 gehört das Rennen zur Nachfolgeserie UCI WorldTour.

### Sieger
Jeweils fünf Siege erreichten Jacques Anquetil (Frankreich, 1957 und 1961–1964), Eddy Merckx (Belgien, 1969–1972 und 1974), Bernard Hinault (Frankreich, 1978/1979, 1981/1982 und 1985) und Miguel Indurain (Spanien, 1991–1995). Die meisten Platzierungen auf dem Podium erreichte Raymond Poulidor, der dreimal Zweiter und fünfmal Dritter wurde, die Tour aber weder gewinnen noch ein einziges Mal das Gelbe Trikot erobern konnte.
| Siege                                       | Fahrer           | Jahre                        |
| ------------------------------------------- | ---------------- | ---------------------------- |
| 5                                           | Jacques Anquetil | 1957, 1961–1964              |
| 5                                           | Eddy Merckx      | 1969–1972, 1974              |
| 5                                           | Bernard Hinault  | 1978, 1979, 1981, 1982, 1985 |
| 5                                           | Miguel Indurain  | 1991–1995                    |
| 4                                           | Chris Froome     | 2013, 2015–2017              |
| 4                                           | Tadej Pogačar    | 2020, 2021, 2024, 2025       |
| 3                                           | Philippe Thys    | 1913, 1914, 1920             |
| 3                                           | Louison Bobet    | 1953–1955                    |
| 3                                           | Greg LeMond      | 1986, 1989, 1990             |
| Anm.: Fahrer in Fettschrift sind noch aktiv |                  |                              |

| Land | Anzahl Top 10 | 1. | 2. | 3. | 4. | 5. | 6. | 7. | 8. | 9. | 10. |
| ---- | ------------- | -- | -- | -- | -- | -- | -- | -- | -- | -- | --- |
| FRA  | 331           | 36 | 31 | 34 | 28 | 30 | 35 | 31 | 37 | 34 | 35  |
| BEL  | 205           | 18 | 15 | 18 | 25 | 20 | 21 | 23 | 20 | 24 | 21  |
| ESP  | 140           | 12 | 6  | 12 | 13 | 17 | 21 | 12 | 12 | 19 | 16  |
| ITA  | 115           | 10 | 16 | 15 | 13 | 8  | 12 | 18 | 6  | 5  | 12  |
| GBR  | 22            | 6  | 2  | 3  | 5  |    | 2  | 1  |    | 1  | 2   |
| LUX  | 34            | 5  | 6  | 3  | 3  | 7  | 1  | 3  | 2  | 2  | 2   |
| SLO  | 11            | 4  | 3  |    | 1  |    |    |    | 1  | 1  | 1   |
| DEN  | 12            | 3  | 3  | 1  |    | 1  | 1  | 3  |    |    |     |
| USA  | 21            | 3  | 1  | 2  | 3  | 3  |    | 1  | 5  | 2  | 1   |
| NED  | 56            | 2  | 11 | 4  | 6  | 10 | 4  | 5  | 4  | 5  | 5   |
| SUI  | 24            | 2  | 4  | 3  | 2  |    | 3  | 2  | 5  | 2  | 1   |
| GER  | 30            | 1  | 8  | 1  | 3  | 2  | 2  | 2  | 1  | 5  | 5   |
| COL  | 24            | 1  | 3  | 2  | 2  | 1  | 4  | 3  | 4  |    | 4   |
| AUS  | 16            | 1  | 2  | 1  | 2  | 3  |    | 2  | 1  | 2  | 2   |
| IRL  | 11            | 1  |    | 1  | 1  | 1  | 1  | 1  | 2  | 3  |     |
| LAT  | 2             |    | 1  |    |    |    |    | 1  |    |    |     |
| POR  | 12            |    |    | 2  | 1  | 3  | 2  |    | 3  |    | 1   |
| KAZ  | 5             |    |    | 1  | 1  | 1  |    | 1  |    | 1  |     |
| AUT  | 5             |    |    | 1  |    | 2  |    | 1  | 1  |    |     |
| SWE  | 3             |    |    | 1  |    |    |    | 1  | 1  |    |     |
| ECU  | 1             |    |    | 1  |    |    |    |    |    |    |     |
| LTU  | 1             |    |    | 1  |    |    |    |    |    |    |     |
| POL  | 1             |    |    | 1  |    |    |    |    |    |    |     |
| RUS  | 4             |    |    |    | 1  | 2  |    |    |    | 1  |     |
| CAN  | 4             |    |    |    | 1  |    | 1  |    |    | 1  | 1   |
| CZE  | 5             |    |    |    |    | 1  |    | 1  | 1  | 1  | 1   |
| NOR  | 1             |    |    |    |    |    | 1  |    |    |    |     |
| RSA  | 3             |    |    |    |    |    |    |    | 3  |    |     |
| MEX  | 3             |    |    |    |    |    |    |    | 2  | 1  |     |
| UKR  | 3             |    |    |    |    |    |    |    | 1  |    | 2   |

Der jüngste Tour-de-France-Sieger war der zwanzigjährige Henri Cornet 1904, der allerdings erst nachträglich zum Sieger erklärt wurde. Als ältester Fahrer gewann 1922 Firmin Lambot im Alter von 36 Jahren. Den knappsten Sieg feierte Greg LeMond bei der Tour de France 1989, als er mit nur acht Sekunden Vorsprung vor Laurent Fignon gewann. Den größten Abstand in der modernen Ära der Tour (seit 1947) legte Fausto Coppi 1952 mit über 28 Minuten zwischen sich und den Zweiten Stan Ockers.
Die größte Zeitspanne zwischen dem ersten und letzten Sieg eines Fahrers liegt bei zehn Jahren (1938 und 1948) und wurde vom Italiener Gino Bartali aufgestellt. Kein weiterer Fahrer hat es bislang geschafft, zehn Jahre nach seinem ersten Tour-de-France-Sieg nochmals zu gewinnen. Zwischen den beiden Siegen Bartalis fielen sieben der neun möglichen Austragungen wegen des Zweiten Weltkriegs aus.
Der erste Nicht-Franzose, der die Tour de France gewinnen konnte, war der Luxemburger François Faber (1909), und einer der wenigen Fahrer, die das Gelbe Trikot von der ersten bis zur letzten Etappe trugen, war ebenfalls ein Luxemburger, Nicolas Frantz (1928). Der erste Fahrer, dem dieses gelang, war im Jahr 1924 der Italiener Ottavio Bottecchia. 1935 gelang dies auch dem Belgier Romain Maes sowie 1961 dem Franzosen Jacques Anquetil.
Mit 36 Erfolgen konnte bisher Frankreich die weitaus meisten Tour-de-France-Siege erreichen, gefolgt von Belgien mit 18. Allerdings konnte seit 1985 (Sieger Hinault) kein Franzose mehr die Rundfahrt gewinnen. Mit deutlichem Abstand folgen in der Siegerliste Spanien (zwölf), Italien (zehn), Großbritannien (sechs) und Luxemburg (fünf). Seit Mitte der 80er Jahre hat sich eine Reihe von neuen Nationen in die Siegerliste eingetragen: 1986 gab es den ersten US-amerikanischen, 1987 den ersten irischen und 1996 den ersten dänischen Sieg. 1997 schließlich errang der damals dreiundzwanzigjährige Jan Ullrich den ersten und bisher einzigen deutschen Gesamtsieg. Allerdings gab Bjarne Riis zu, bei seinem Sieg 1996 gedopt zu haben, der Sieg Ullrichs steht bis heute im Schatten des Dopingverdachts.
2011 gewann zum ersten Mal ein Australier, 2012 gab es den ersten Sieger aus Großbritannien.
Der US-Amerikaner Lance Armstrong gewann von 1999 bis 2005 die Tour de France als erster Fahrer siebenmal. Diese Titel wurden jedoch nachträglich aufgrund einer von der US-Antidopingagentur ausgesprochenen Disqualifikation wegen Dopings aberkannt. Die UCI entschied, diese Titel nicht neu zu vergeben.

### Rekord-Etappensieger
| #  | Name              | Siege |
| -- | ----------------- | ----- |
| 01 | Mark Cavendish    | 35    |
| 02 | Eddy Merckx       | 34    |
| 03 | Bernard Hinault   | 28    |
| 04 | André Leducq      | 25    |
| 05 | André Darrigade   | 22    |
| 06 | Tadej Pogačar     | 21    |
| 07 | Nicolas Frantz    | 20    |
| 08 | François Faber    | 19    |
| 09 | Jean Alavoine     | 17    |
| 10 | Jacques Anquetil  | 16    |
| 10 | René Le Grevès    | 16    |
| 10 | Charles Pélissier | 16    |
| 13 | Freddy Maertens   | 15    |
| 14 | Marcel Kittel     | 14    |
| 15 | Philippe Thys     | 13    |
| 15 | Louis Trousselier | 13    |
| 17 | Jean Aerts        | 12    |
| 17 | Gino Bartali      | 12    |
| 17 | Mario Cipollini   | 12    |
| 17 | Miguel Indurain   | 12    |
| 17 | Robbie McEwen     | 12    |
| 17 | Peter Sagan       | 12    |
| 17 | Erik Zabel        | 12    |
| 24 | Louison Bobet     | 11    |
| 24 | Raffaele Di Paco  | 11    |
| 24 | André Greipel     | 11    |

Die Rangliste der mehrfachen Etappensiege wird von Mark Cavendish angeführt. Der zweimalige Sieger der Punktewertung gewann bei 15 Teilnahmen insgesamt 35 Etappen. Es folgen Eddy Merckx mit 34, Bernard Hinault mit 28 Etappensiegen und der zweimalige Toursieger André Leducq mit 25 Siegen. 22 Siege gelangen dem Franzosen André Darrigade und Lance Armstrong. Letzterem wurden aber nachträglich 20 Etappensiege aberkannt, wodurch er nur noch mit zwei Etappensiegen gewertet wird.

### Geschwindigkeit

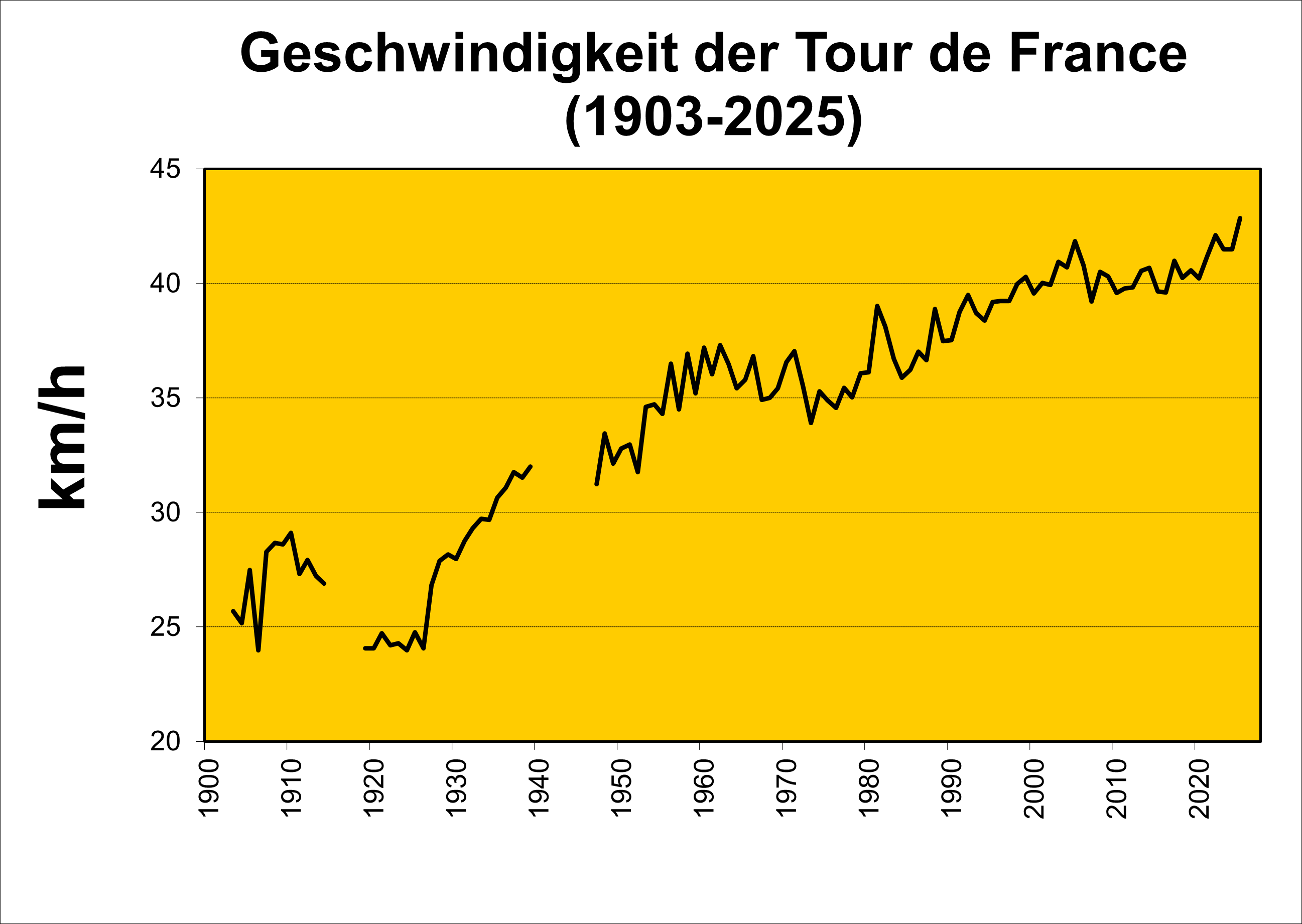
Entwicklung der Durchschnittsgeschwindigkeit zwischen 1903 und 2025

Die Durchschnittsgeschwindigkeit des Rennens nahm im Laufe der Jahre kontinuierlich zu. Nachdem die erste Tour mit 25,67 km/h absolviert worden war, überschritt sie 1934 erstmals die Grenze von 30 km/h, 1956 die von 35 km/h. Sie stieg mit Lance Armstrong 1999 erstmals über 40 km/h. 2025 wurde die bisher schnellste Durchschnittsgeschwindigkeit mit 42,849 km/h (von Tadej Pogačar) erreicht.
Die schnellste Massenstart-Etappe einer Tour de France gewann 1999 Mario Cipollini nach einer Distanz von 194,5 Kilometern mit einer Durchschnittsgeschwindigkeit von 50,35 km/h.
Jedoch ist zu bedenken, dass in den ersten Jahrzehnten die zu bewältigende Gesamtstrecke häufig über 5000 Kilometer lag, wobei die einzelnen Etappen meist doppelt so lang waren wie heute und zudem noch auf teilweise schlecht ausgebauten Straßen ohne Gangschaltung zurückgelegt werden mussten.
Der steile Anstieg der gefahrenen Geschwindigkeit ab 1927 dürfte hauptsächlich mit der Verkürzung der Etappen- und Gesamtlänge zusammenhängen, da die Erlaubnis des Einsatzes einer Gangschaltung erst zehn Jahre später erteilt wurde. Des Weiteren spielt aber auch die sukzessive Verbesserung der Straßenverhältnisse eine Rolle.
Auffällig ist auch der starke Leistungsanstieg seit Ende der 1980er-Jahre, der je nach Sichtweise auf verbesserte Trainingsmethodik und/oder den Einsatz von Doping-Mitteln, aber auch auf verbesserte Technik, besseren Straßenbelägen und eine weitere Verkürzung der Etappen zurückgeführt werden kann.
Die langsamste Tour de France wurde nach dem Ersten Weltkrieg 1919 mit 24,1 km/h gefahren, die mit 5560 Kilometern auch die zweitlängste der Tourgeschichte war.

### Preisgeld
Seit Gründung der Tour de France wurden für die Radprofis Preisgelder ausgelobt, im ersten Jahr 1903 insgesamt 20.000 Francs. Seitdem wurde das Preisgeld immer weiter aufgestockt. 2004 schütteten die Organisatoren insgesamt rund drei Millionen Euro aus, davon allein rund 400.000 Euro für den Gesamtsieger. Obwohl dies absolut gesehen große Summen sind, liegt die Dotierung der Tour jedoch weit unter der etwa von Tennis- oder Golfturnieren. Die Bedeutung der Preisgelder für die Tour nahm im Laufe der Jahre tatsächlich eher ab, da die besten Fahrer den Großteil ihres Gehalts nicht über Preisgeld, sondern durch die langfristigen Verträge mit ihren Radsportteams erzielen. Zudem bemisst sich der Marktwert eines Radprofis sehr stark nach seiner Bilanz bei der Tour de France, so dass sich ein Erfolg bei der Tour indirekt finanziell enorm auswirkt. Dies ist einer der Gründe, warum es üblich ist, dass die Tour-Sieger ihre Preisgelder in die Mannschaftskasse abgeben, um damit eine Anerkennung der Mannschaftsleistung zum Ausdruck zu bringen: Sie selbst können mit weit höheren Einnahmen durch die nach dem Gesamtsieg höher dotierten Anstellungs- und Werbeverträge rechnen.

### Doping
Bereits 1924 veröffentlichte der Journalist Albert Londres in seinem bekannten Artikel Les Forçats de la Route (Die Zwangsarbeiter der Straße), was ihm Henri Pélissier und andere Fahrer über das Doping bei der Tour berichtet hatten. Sie leerten damals ihre Trikottaschen und präsentierten Londres Chloroform, Kokain und eine Pille namens Dynamit.
Der erste Dopingtest fand am 28. Juni 1966 in Bordeaux statt. Zwei Ärzte kontrollierten mehrere Fahrer auf Einstiche von Injektionsnadeln und nahmen Urinproben. Am nächsten Tag kam es zu einer Protestaktion der Teilnehmer, indem die Fahrer auf den ersten Metern der Etappe ihre Räder schoben. 1967 war das erste Doping-Todesopfer der Tour zu beklagen: Tom Simpson starb während der Etappe auf den Mont Ventoux nach Einnahme von Amphetamin und Alkohol.
Während der Tour de France 1998 erlebte der Radsport eine schwere Glaubwürdigkeitskrise. Bei der sogenannten Festina-Affäre wurde im Spitzenteam Festina (mit den Stars Richard Virenque und Alex Zülle) eine systematische, flächendeckende Dopingpraxis aufgedeckt, nachdem bei Willy Voet, einem Betreuer der Mannschaft, durch Zufall große Mengen unerlaubter Substanzen – vor allem EPO – gefunden worden waren. Diese Entdeckung verdeutlichte auch die Unwirksamkeit der damaligen Dopingkontrollen: Keiner der Festina-Fahrer war positiv getestet worden. Es kam schließlich zum Ausschluss der Mannschaften Festina und TVM; die spanischen Mannschaften zogen sich aus Protest gegen die Ermittlungsmethoden der französischen Behörden von der Tour zurück. Die Tour de France 1998 wurde schließlich von Marco Pantani gewonnen, der dann ein Jahr später selbst wegen eines auf Doping hinweisenden, überhöhten Hämatokritwerts vom Giro d’Italia ausgeschlossen wurde.
Die Festina-Affäre stellte allerdings nur den vorläufigen Höhepunkt der die Tour de France seit Jahrzehnten begleitenden Dopingproblematik dar. Schon der erste fünffache Sieger, Jacques Anquetil, hatte als aktiver Fahrer jede Dopingprobe verweigert und darauf verwiesen, dass man sich bloß nicht vorstellen solle, Leistungen wie die bei der Tour erbrachten seien nur mit Mineralwasser zu erreichen. In den 1970er- und 1980er-Jahren wurden wiederholt Fahrer positiv getestet. Darunter auch die Gesamtsieger Felice Gimondi, Joop Zoetemelk, Pedro Delgado und Laurent Fignon.
Seit 1999 ist ein Doping-Befund von Lance Armstrong während der Tour de France 1999 offiziell dokumentiert, der zusammen mit 16 anderen Fahrern einen ungewöhnlichen Kortikoid-Wert in einem zehn Tage vor der Tour de France neu eingeführten Test aufwies. Dieser Befund wurde mit einem nach dem Test eingereichten Rezept erklärt und blieb folgenlos, obwohl die Satzung bei dieser Art Vergehen eine Strafe für den betroffenen Fahrer vorsieht.

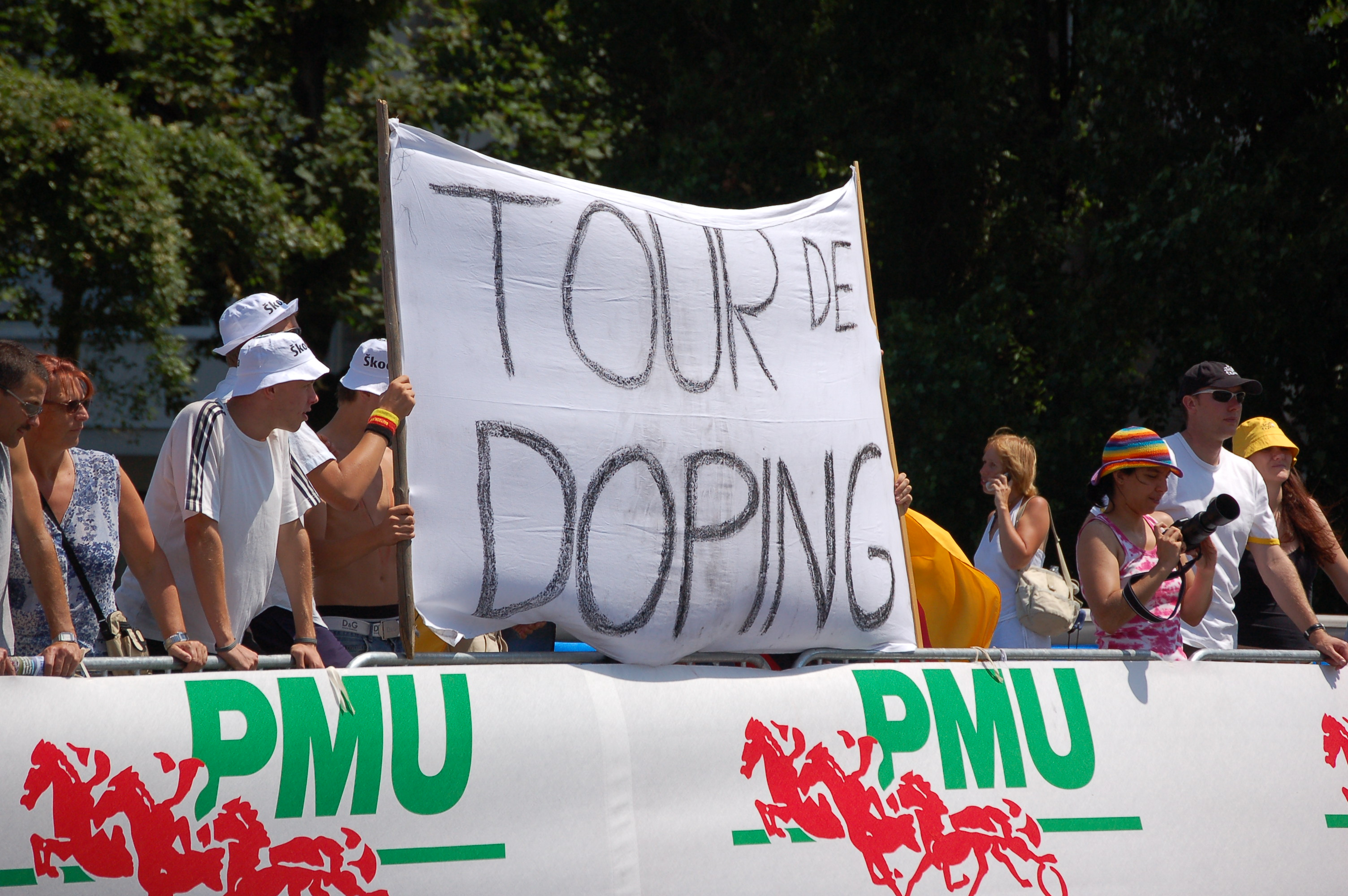
Zuschauerprotest gegen Doping bei der Tour 2006

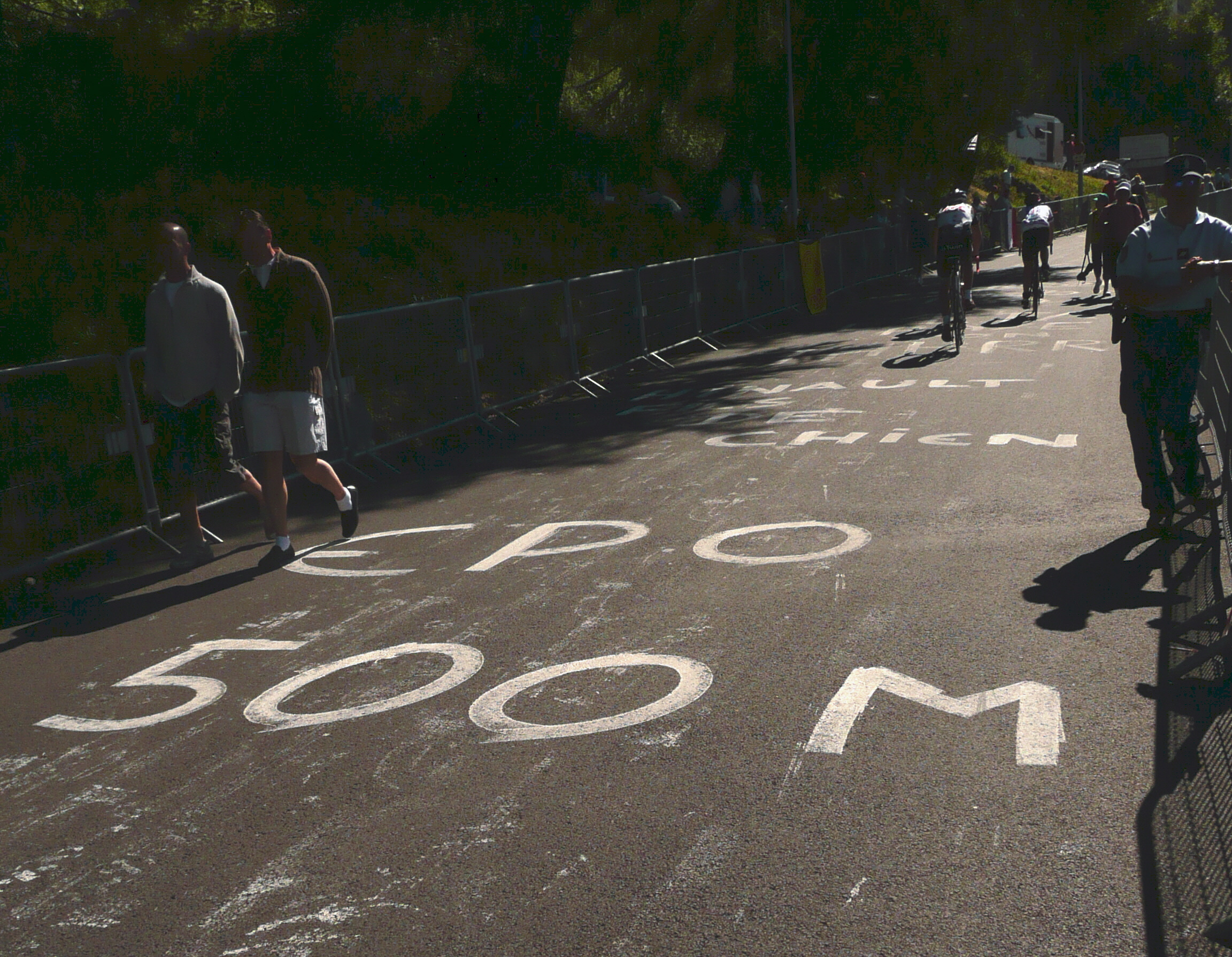
Kritische Auseinandersetzung des Publikums mit dem Thema Doping, hier bei der Tour 2008

Einen Tag vor der Tour de France 2006 erschütterte ein neuer Dopingskandal die Radsportszene, als die spanischen Behörden eine Liste mit 58 Dopingverdächtigten publizierten. Dies führte zum Ausschluss der Favoriten Jan Ullrich, Ivan Basso, Francisco Mancebo, Joseba Beloki, Oscar Sevilla und weiterer Fahrer noch vor Beginn der Rundfahrt. Die Fahrer wurden nicht ersetzt, so dass die betroffenen Teams reduziert beziehungsweise gar nicht in die Tour de France starteten. Diese Episode ist später unter dem Begriff Dopingskandal Fuentes bekannt geworden.
Nach der Tour de France 2006 wurde bekannt, dass Gesamtsieger Floyd Landis auf der entscheidenden Etappe mit Testosteron gedopt war. A- und B-Probe ergaben ein positives Ergebnis. Floyd Landis wurde daraufhin mit sofortiger Wirkung aus seinem Team Phonak Hearing Systems entlassen. Im September 2007 wurde Landis der Titel aberkannt. Damit ist Óscar Pereiro neuer Gesamtsieger. Es war das erste Mal in der Geschichte der Tour de France, dass einem Fahrer wegen eines Dopingfalles nachträglich der Gesamtsieg zuerkannt wurde.
Im Vorfeld und auch während der Tour de France 2007 war Doping wieder das beherrschende Thema. Trotz Bemühungen der Teams und Organisation kam es zu zahlreichen Vorfällen: Nachdem der T-Mobile-Fahrer Patrik Sinkewitz des Dopings überführt worden war, brachen ARD und ZDF ihre Liveübertragungen der Tour ab. In der letzten Tourwoche zogen die Teams Cofidis und Astana alle ihre Fahrer vom Rennen zurück, nachdem in ihren Teams je ein Fahrer in der sogenannten A-Probe positiv getestet worden war. Wenige Tage vor Rennende wurde der dominierende Gesamtführende Michael Rasmussen von seinem Team Rabobank aus der Tour genommen, nachdem ihn der dänische Radsportverband wegen mehrfacher Missachtung der Meldepflicht seiner Aufenthaltsorte an Dopingkontrolleure suspendiert hatte.
Der Sieger von 1996, der Däne Bjarne Riis, wurde im Juni 2007 nach seinem Dopinggeständnis von den Organisatoren offiziell aus der Siegerliste der Frankreich-Rundfahrt gestrichen. Der frühere Kapitän des Team Telekom und ehemalige Chef der Team-Saxo-Bank-Mannschaft hatte EPO-Doping zwischen 1993 und 1998 zugegeben. Der Sieg kann ihm jedoch wegen der bereits verstrichenen Verjährungsfrist von acht Jahren von der UCI nicht mehr aberkannt werden.
Nachdem während der Tour de France 2008 bereits mehrere Fahrer des Dopings mit dem EPO-Präparat CERA überführt worden waren, wurden im Oktober 2008 weitere, seit der Tour eingefrorene, Blutproben nachgetestet. Dabei wurden weitere positive Dopingfälle entdeckt, darunter die Gerolsteiner-Fahrer Stefan Schumacher und Bernhard Kohl. Als Reaktion darauf beschlossen die Sendeanstalten ARD und ZDF, aus der Übertragung der Tour de France dauerhaft auszusteigen. Am 6. Mai 2009 verkündeten ARD und ZDF jedoch, von der Tour zu berichten. Dabei wurde das Programm auf etwa ein Viertel gekürzt und täglich nur noch 30 Minuten live gesendet.
Auch die Tour de France 2009 hatte bereits drei Tage vor ihrem offiziellen Start den ersten Dopingfall. Damals wurde der Niederländer Thomas Dekker des Betrugs überführt.
Im Februar 2011 kündigten ARD und ZDF an, die Tour de France 2012 nicht mehr zu übertragen. Die Begründung dazu lautete, dass die langen Liveübertragungen aufgrund der Dopingproblematik nicht mehr die gewünschte Zuschauerakzeptanz fänden. Die Übertragung in Deutschland erfolgte daher ausschließlich über den Sender Eurosport. Zur Tour de France 2015 stieg die ARD wieder in die Übertragung ein, ließ sich aber durch eine Dopingklausel den erneuten Ausstieg bei entsprechenden Vorfällen offen.
Dem Sieger der Austragung 2010, dem Spanier Alberto Contador wurde im Februar 2012 vom Internationalen Sportgerichtshof CAS wegen einer positiven Dopingprobe bei der Tour 2010 der Titel aberkannt. Er wurde zudem mit einer zweijährigen Sperre belegt. Zum neuen Tour-Sieger 2010 wurde der Luxemburger Andy Schleck ernannt.
Während der Tour de France 2012 wurde Andy Schlecks Bruder Fränk am 14. Juli positiv auf das Diuretikum Xipamid getestet. Diuretika wurden häufig dazu verwendet, die Einnahme von Dopingmitteln zu verschleiern. Fränk Schleck wurde anschließend von seinem Team RadioShack-Nissan aus dem Rennen genommen, obwohl er von der UCI nicht gesperrt wurde. Am 20. Juli wurde das Ergebnis nach der Analyse der B-Probe bestätigt.
Im Oktober 2012 wurden Lance Armstrong alle seit dem 1. August 1998 gewonnenen Titel, Siege und Platzierungen wegen seines jahrelangen und systematischen Dopings aberkannt.
Bereits 1999 sagte der Präsident des Internationalen Radsportverbandes (UCI) Hein Verbruggen, „Wenn die Leute damit zufrieden wären, dass die Tour de France mit 25 km/h gefahren wird, gäbe es kein Doping-Problem. Wenn man aber 42 km/h will, gibt es nur einen einzigen Weg, das zu erreichen: Mit Doping.“ Dies ist das grundsätzliche Problem, das sich mit entsprechenden Kontrollen minimieren, aber nicht beseitigen lässt.

### Todesfälle
Tödliche Stürze von Rennfahrern gab es zwei, daneben einen tödlichen Badeunfall und einen Todesfall nach Doping. Die Sicherheitsbestimmungen bei der Tour wurden in der Folge der Zwischenfälle jeweils verschärft.
Neben den vier Opfern unter den Rennfahrern ist es in der Geschichte der Tour auch beim Begleitpersonal und den Zuschauern immer wieder zu tödlichen Unfällen gekommen. Die Ursachen sind durchaus unterschiedlich. Der schwerste Fall mit 9 Toten war der Autounfall eines Versorgungs-LKW. Ein ähnlicher war der Sturz eines Journalistenmotorrads mit zwei Toten. Zuletzt starben dreimal Zuschauer, die von Begleit- oder Werbeautos erfasst wurden. Ein Offizieller wurde 1958 von einem Radrennfahrer schwer verletzt, was zum Tod führte.
| Datum                      | Opferzahl | Todesopfer                 | Art des Unfalls             | Ursache |
| -------------------------- | --------- | -------------------------- | --------------------------- | --- |
| 1910, 14. Juli, Ruhetag    | 1         | Rennfahrer                 | Badeunfall                  | Der französische Rennfahrer Adolphe Hélière ertrinkt während eines Ruhetags an der Côte d’Azur. |
| 1935, 14. Juli, 7. Etappe  | 1         | Rennfahrer                 | Rennunfall durch Sturz      | Der spanische Rennfahrer Francisco Cepeda stirbt drei Tage nach seinem Sturz am 11. Juli bei der 7. Etappe auf der Abfahrt vom Col du Galibier an den Folgen seiner Verletzungen. |
| 1957, 14. Juli, 16. Etappe | 2         | Journalist, Motorradfahrer | Sturz                       | Der Motorradfahrer Rene Wagner und der von ihm gefahrene Journalist des Senders Radio Luxembourg Alex Virot stürzen zwischen Montesquiu und Ripoll in den Pyrenäen. |
| 1958, 19. Juli, 24. Etappe | 1         | Offizieller                | Rennunfall durch Rennfahrer | Der Offizielle Constant Wouters wird bei einem Zusammenprall mit dem französischen Sprinter André Darrigade während der Schlussetappe 200 Meter vor dem Ziel im Pariser Parc des Princes schwer verletzt. Elf Tage später stirbt er an den Folgen der Verletzungen.                           |
| 1964, 11. Juli, 19. Etappe | 9         | Zuschauer                  | LKW der Gendarmerie         | Ein Tanklastwagen, der Gendarmeriehubschrauber betanken sollte, prallte nach einer Kurve gegen das Brückengeländer und kippte in den Dordogne-Kanal, wobei er 40 Zuschauer mit in die Tiefe riss – neun davon kamen ums Leben.                                                                |
| 1967, 13. Juli, 13. Etappe | 1         | Rennfahrer                 | Rennunfall durch Doping     | Der englische Rennfahrer Tom Simpson erleidet im Anstieg zum Mont Ventoux einen Herzinfarkt. Er stirbt auf dem Weg ins Krankenhaus. In Simpsons Blut werden Amphetamine und Alkohol nachgewiesen.                                                                                             |
| 1995, 18. Juli, 15. Etappe | 1         | Rennfahrer                 | Rennunfall durch Sturz      | Der italienische Rennfahrer Fabio Casartelli stürzt bei der Abfahrt vom Col de Portet-d’Aspet. Er stirbt drei Stunden später im Krankenhaus. |
| 2000, 14. Juli, 12. Etappe | 1         | Zuschauer                  | Fahrzeug der Werbekarawane  | Bei der Etappe von Avignon nach Draguignan kommt ein zwölfjähriger Junge ums Leben, nachdem er von einem Fahrzeug der Werbekarawane erfasst worden war. |
| 2002, 17. Juli, 10. Etappe | 1         | Zuschauer                  | Mannschaftswagen            | Bei der Etappe von Bazas nach Pau kommt ein siebenjähriger Junge ums Leben. Er wollte über die Straße zu seiner Großmutter laufen und wurde von einem Mannschaftswagen erfasst. |
| 2009, 18. Juli, 14. Etappe | 1         | Zuschauer                  | Polizeimotorrad             | Bei der Etappe von Colmar nach Besançon wird eine 61-jährige Frau beim Überqueren der Straße von einem Polizeimotorrad erfasst und tödlich verletzt. Die Frau wollte zwischen den Ausreißern und der Durchfahrt des Hauptfeldes über die Straße gehen und lief dabei direkt vor das Motorrad. |

## Klassements
Eine Reihe von farblich abgehobenen Trikots kennzeichnen die besten Fahrer verschiedener Wertungen. Diese Trikots werden den Fahrern nach jeder Etappe in einer feierlichen Zeremonie angezogen. Auch der Etappensieger wird hier geehrt, erhält aber kein spezielles Trikot. Jedes der Trikots wird dabei von einem eigenen Sponsor präsentiert. Im Gegensatz zu Schleichwerbung wird hier also die Interessenlage wie bei vielen Sportveranstaltungen klar gekennzeichnet. Die Fahrer sind verpflichtet, die entsprechenden Wertungstrikots zu tragen. Wenn ein Fahrer im Besitz mehrerer Trikots ist, trägt er das wichtigere. Dabei gilt folgende Reihenfolge: Gelbes, Grünes, Gepunktetes, Weißes Trikot. In diesem Fall wird das nächstniedrigere Trikot von dem Zweitplatzierten in der jeweiligen Wertung präsentiert. Als Träger gilt dennoch der Führende, auch wenn er es – außer bei der Siegerehrung – gar nicht tatsächlich trägt. Als bislang einzigem Fahrer gelang es Eddy Merckx 1969, im selben Jahr die drei wichtigsten Wertungen zu gewinnen.

### Gelbes Trikot (Gesamtwertung)
Der Fahrer mit der geringsten Gesamtzeit trägt das berühmte Gelbe Trikot, französisch le maillot jaune, des Führenden der Gesamtwertung. Dafür werden die von den Fahrern benötigten Zeiten aller Etappen zusammengerechnet. Eventuelle Zeitgutschriften wurden früher von der Gesamtzeit subtrahiert: So erhielt jeder Etappensieger bis zur Tour de France 2008 eine Zeitgutschrift von 20 Sekunden, die Etappenzweiten und -dritten zwölf beziehungsweise acht Sekunden. Bei Zwischensprints wurden sechs, vier beziehungsweise zwei Sekunden Gutschrift für die ersten drei Fahrer vergeben. Diese Zeitgutschriften sind entfallen. Wer nach der letzten Etappe die kürzeste Gesamtzeit auf seinem Konto hat, gewinnt die Gesamtwertung. Haben mehrere Fahrer einen Zeitunterschied von weniger als einer Sekunde, werden die mit Hundertstelsekunden gestoppten Zeitfahrergebnisse zu Rate gezogen. Die besten Fahrer trennen heutzutage meist nur wenige Minuten, während der Letzte des Klassements rund drei bis vier Stunden Rückstand aufweist.
Das Gelbe Trikot wurde 1919 eingeführt, um die Identifizierung des Spitzenreiters für die Zuschauer zu vereinfachen. Der erste Träger des Trikots war der Franzose Eugène Christophe. Am längsten trug der fünffache Gesamtsieger Eddy Merckx das gelbe Trikot – insgesamt 96 Etappen lang. Inklusive Ruhetage waren es sogar 111 Tage. Der einzige Fahrer, der von der ersten bis zur letzten Etappe im Gelben Trikot fuhr, war der Luxemburger Nicolas Frantz im Jahr 1928. Als Vorjahressieger trug er das Gelbe Trikot bereits auf der ersten Etappe und legte es bis zur Schlussetappe nicht wieder ab.
Bei der Siegerehrung am Etappenende wird dem Gewinner zunächst ein Gelbes Trikot mit Reißverschluss am Rücken überreicht. Es wird ihm vor dem Publikum angezogen. Am Abend werden dem Fahrer weitere Trikots überreicht, die er auf der nächsten Etappe trägt. Am Ende der Rundfahrt werden ihm weitere 10–30 Gelbe Trikots ausgegeben.
Der Gewinn des Gelben Trikots ist nicht nur prestigeträchtig, sondern auch finanziell lukrativ. Das Preisgeld beträgt für den Sieger der Gesamtwertung am Ende der Rundfahrt 450.000 Euro, der Zweitplatzierte erhält 200.000 Euro und der Dritte 100.000 Euro.

### Grünes Trikot (Punktewertung)
Seit 1953 wird der Sieger der Punktewertung mit dem Grünen Trikot, französisch le maillot vert geehrt. Die Wertung addiert Punkte, die bei Etappenankünften, aber auch Zwischensprints vergeben werden. Flachetappen werden hierbei deutlich höher bewertet als Bergetappen und Zeitfahren, um Sprinter zu bevorzugen, die gewöhnlich in der Gesamtwertung eher hintere Plätze belegen. Auch wenn diese Wertung regelmäßig von Sprintern gewonnen wird, gelang es früher auch einigen Gesamtklassementfahrern wie Eddy Merckx und Bernard Hinault, diese Wertung zu gewinnen. Der Berliner Erik Zabel hat das Grüne Trikot von 1996 bis 2001 sechsmal in Folge nach Paris tragen können. Allerdings erlangte er zumindest 1996 den Titel unter der Verwendung von Doping. Der Slowake Peter Sagan, der von 2012 bis 2016 fünf Mal in Folge und in den Jahren 2018 und 2019 Siege in dieser Wertung verbuchen konnte, führt diese Wertung an.

### Gepunktetes Trikot (Bergwertung)
Ein Bergpreis wird bereits seit 1933 ausgelobt, aber erst seit 1975 wird auch hier das Gepunktete Trikot – weiß mit roten Punkten, französisch le maillot à pois rouges – verliehen. Das Trikot wurde 1975 von der Schokoladenfabrik Menier gesponsert, deren Schokolade in weißem Papier mit roten Punkten verpackt war. Punkte für das Gepunktete Trikot werden nach Anstiegen der Kategorien 4 (leicht) bis 1 (schwer) sowie Anstiegen hors catégorie – kurz: HC – (außerordentlich schwer) vergeben. Als einzigem Fahrer gelang es Richard Virenque zwischen 1994 und 2004 die Bergwertung siebenmal zu gewinnen, gefolgt von Federico Bahamontes (zwischen 1954 und 1964) und Lucien Van Impe (zwischen 1971 und 1983) mit je sechs Siegen.

### Weißes Trikot (Nachwuchswertung)
Seit 1975 wird bei der Tour das Weiße Trikot für den besten Jungprofi vergeben. Diese Wertung ermittelt die besten Fahrer, die im Jahr der jeweiligen Tour höchstens 25 Jahre alt sind. Zwischen 1989 und 1999 wurde für dieses Klassement bei der Tour de France kein weißes Trikot vergeben. Das weiße Trikot wurde jedoch im Jahr 2000 wieder eingeführt.
Bisher konnten Laurent Fignon (1983), Greg LeMond (1984), Jan Ullrich (1996, 1997 und 1998), Marco Pantani (1994 und 1995) sowie Andy Schleck (2008, 2009, 2010) zuerst die Nachwuchswertung und später auch das Gelbe Trikot gewinnen. Jan Ullrich war bei seinem Toursieg 1997 erst 23 Jahre alt, so dass er gleichzeitig das Gelbe Trikot und die Nachwuchswertung gewann. Auch Alberto Contador bei seinem Toursieg 2007, Andy Schleck bei seinem Toursieg 2010 (beide im Alter von 25), Egan Bernal 2019 (mit 22 Jahren) und Tadej Pogacar bei der Tour 2020 und 2021 (mit 21 bzw. 22 Jahren) konnten sowohl das Weiße als auch das Gelbe Trikot zeitgleich gewinnen.

### Goldene / rote Rückennummer (kämpferischster Fahrer)
Die goldene Rückennummer wird nach jeder Etappe an den kämpferischsten Fahrer des gesamten Fahrerfeldes vergeben. Bis 2022 wurde eine rote Rückennummer verliehen. Diese Auszeichnung ist die einzige bei der Tour, die durch eine Fachjury ermittelt wird. Die Jury, bestehend aus acht Mitgliedern (darunter Sportler, Rennleiter und Journalisten), entscheidet nach jeder Etappe, welcher der Fahrer den besten Kampfgeist gezeigt hat. Der Preis wird dann jeden Morgen auf dem offiziellen Podium dem Fahrer überreicht, wobei 2.000 Euro pro getragenem Tag in die Mannschaftskasse fließen. Am Ende der Tour de France wird in Paris der kämpferischste Fahrer der gesamten Rundfahrt gewählt, das Preisgeld für diese Sonderwertung beträgt 20.000 Euro.

### Mannschaftswertung
Seit 1930 wird auch eine Mannschaftswertung ermittelt. Hierfür werden nach aktuellem Reglement bei jeder Etappe die Zeiten der besten drei Fahrer einer Mannschaft addiert. Das Siegerteam erhält ein Preisgeld von 50.000 Euro. Besteht eine Mannschaft aus weniger als drei Fahrern, so wird sie aus dieser Wertung gestrichen.
Als weitere Auszeichnung tragen die Fahrer des besten Teams in der Teamwertung „gelbe Rückennummern“, das heißt schwarze Ziffern auf gelbem Grund. Früher wurden sie zur Erkennung mit gelben Mützen ausgestattet. Dies ist jedoch seit Einführung der Helmpflicht nicht mehr möglich. Daher wird seit dem Jahr 2012 dem führenden Team gestattet, gelbe Helme zu tragen.

## Reglement
Die Tour de France wird nach dem Reglement des Weltradsportverbands UCI, insbesondere dem Reglement für Etappenrennen, ausgetragen. Im Einklang mit diesen Vorschriften gilt für die Tour de France ergänzend ein Sonderreglement.

### Zeitnahme und Zeitlimit
Im Ziel werden die Abstände zwischen den einzelnen Fahrern beziehungsweise Fahrergruppen registriert. Alle Fahrer einer geschlossenen Gruppe werden mit der gleichen Zeit bewertet. Seit 2005 werden bei einem Sturz auf den letzten drei Kilometern die darin verwickelten Fahrer mit der gleichen Zeit gewertet wie die Gruppe, der sie zum Zeitpunkt des Sturzes angehörten. Diese Regelung gilt jedoch nicht bei Einzelzeitfahren und bei Etappen mit Bergankünften. Bei allen Etappen außer dem Prolog wird ein Zeitlimit („Karenzzeit“) festgelegt, innerhalb dessen jeder Fahrer ins Ziel kommen muss. Das Zeitlimit wird nach Schwierigkeitsgrad und Durchschnittsgeschwindigkeit der jeweiligen Etappen berechnet. Das Limit schwankt dementsprechend zwischen 103 und 120 Prozent (bei Einzelzeitfahren 125 Prozent, bei Mannschaftszeitfahren 130 Prozent) der Zeit des Etappensiegers. Allerdings hat die Rennleitung die Möglichkeit, das Zeitlimit flexibel zu verlängern, wenn sonst mehr als zwanzig Prozent der Fahrer nach Kontrollschluss einträfen oder einzelne Fahrer beeinflusst durch einen Unfall oder vergleichbares Unglück das Zeitlimit verpassen.
2001 kam es auf einer regnerischen Etappe im französischen Jura zu der Situation, dass eine Ausreißergruppe um den Australier Stuart O’Grady einen Vorsprung von 35 Minuten auf das Hauptfeld um den späteren Gewinner der Tour, Lance Armstrong, hatte. Ohne die Sonderregelung hätte Andrei Kiwiljow die Tour gewonnen. So reichte es nur für den vierten Platz. Dieses Szenario wiederholte sich während einer Überführungsetappe im Jahr 2006. Das Hauptfeld um Spitzenreiter Floyd Landis ließ eine Spitzengruppe um den Spanier Óscar Pereiro so weit ziehen, dass sowohl das Zeitlimit verpasst wurde, als auch das Maillot Jaune seinen Träger wechselte. Zwar konnte Landis in den Alpen das Maillot Jaune zurückerobern, doch musste er es nach einer positiven Dopingprobe wieder abgeben. Anders als Kiwiljow fünf Jahre zuvor, gewann Pereiro trotz dieser Ausnahmeregelung die Tour.
Auf der 18. Etappe der Tour de France 2011 von Pinerolo nach Galibier Serre-Chevalier hatte eine Gruppe von 88 Fahrern das Zeitlimit überschritten. Der Veranstalter verbannte diese Fahrer nicht von der Tour, da sonst das Fahrerfeld um mehr als die Hälfte geschrumpft wäre. Stattdessen wurden jedem dieser Fahrer 20 Punkte in der Punktewertung abgezogen. Dies betraf unter anderem den Führenden der Punktewertung Mark Cavendish.

### Zeitgutschriften
Bei Etappenankünften, außer bei Zeitfahren, gab es bis 2007 für die ersten drei Fahrer abgestufte Zeitgutschriften zusätzlich zur real gefahrenen Zeit in Höhe von 20, 12 oder acht Sekunden. Bei bis zu drei Zwischensprints gab es sechs, vier oder zwei Sekunden Gutschrift. In den Austragungen von 2008 bis 2014 wurden keinerlei Zeitgutschriften vergeben.
Zur Tour de France 2015 wurden Zeitgutschriften wieder eingeführt. Auf jeder Etappe mit Ausnahme der Zeitfahren erhalten die ersten drei Fahrer im Ziel einen Bonus von zehn, sechs oder vier Sekunden.

### Verpflegung
Die Verpflegung der Fahrer ist außerordentlich wichtig, da sie bei einer schweren Bergetappe 6.000 bis 10.000 Kilokalorien verbrauchen. Auf jeder Etappe gibt es daher ein bis zwei als solche gekennzeichnete Verpflegungszonen, wo die Mitarbeiter der Teams den Fahrern von der Tourorganisation genehmigte Verpflegungsbeutel reichen dürfen. Nahrung und Getränke, die Zuschauer den Profis anbieten, dürfen diese auf eigene Gefahr entgegennehmen. Bis zwanzig Kilometer vor Ende der Etappe dürfen zudem die sportlichen Leiter ihren Fahrern Getränke und Esswaren aus dem Teamfahrzeug reichen. Jeder Mannschaft der Tour stehen dabei vier Fahrzeuge zur Verfügung, von denen nur zwei im Rennen genutzt werden dürfen. Die Fahrzeuge müssen immer rechts fahren, hinter den Autos der Tourleitung und des ärztlichen Dienstes. Die Mannschaftswagen dürfen nur nach der Aufforderung durch das interne „Radio Tour“ nach vorne fahren.

### Sicherheit
Übereinstimmend mit dem UCI-Reglement wurde am 6. Januar 2004 die Helmpflicht bei der Tour de France eingeführt.

### Technische und ärztliche Hilfe
Eine Pannenhilfe wird entweder vom Team oder den neutralen Materialwagen geleistet. Pannenhilfe ist immer nur hinter einer Ausreißergruppe und hinter dem Hauptfeld am rechten Straßenrand erlaubt. Offiziell dürfen bei einer Reifenpanne die Räder nur innerhalb der Mannschaft ausgetauscht werden. Benötigt ein Fahrer einen Arzt, darf es nur ein Arzt des offiziellen ärztlichen Dienstes sein. Der Fahrer wird dann am Ende des Pelotons behandelt, oft während der Fahrt vom Arztauto aus.

### Verstöße
Die Regeln werden von den Rennkommissaren überwacht, die auf Motorrädern das Rennen begleiten. Sehen sie Rennverstöße, können sie diese nach den Regeln des Weltradsportverbands UCI ahnden. Verstöße gegen das Reglement werden mit Geldstrafen (in Schweizer Franken), Zeitstrafen, der Zurücksetzung an das Ende der Gruppe bzw. des Feldes oder der Disqualifikation geahndet. Verboten ist u. a. das Verlassen der Fahrlinie im Sprint, das Festhalten an anderen Fahrern, das Anschieben zwischen Fahrern und durch Zuschauer, sich von Autos oder Motorrädern ziehen zu lassen oder den Windschatten dieser Fahrzeuge zu benutzen.
Eine Ausnahme stellt dar, wenn der Fahrer während der Fahrt vom offiziellen Tourarzt medizinisch behandelt wird oder sein Rad von einem Mechaniker reparieren lässt. Wenn ein Fahrer eine Panne hatte, benutzt er oft die Autos der Sportlichen Leiter, um in deren Windschatten wieder Anschluss an das Peloton zu bekommen. Solche Verstöße werden fast nie geahndet.

### Aufgabe
Fahrer, die das Rennen aufgeben, müssen ihre am Rahmen sowie am Trikot befestigte Startnummer am Besenwagen abgeben.

## Fans
Die Tour de France gilt als eine der publikumsträchtigsten Sportveranstaltungen der Welt. Jedes Jahr verfolgen Millionen Radsportfans und interessierte Anwohner das Geschehen.
Für die Bewohner der zu durchfahrenden Orte ist die Tour ein großes Ereignis. Dies wird dann verstärkt, wenn ein Tourteilnehmer aus dem zu durchfahrenden Ort stammt. Oft setzt er sich dann kurz vom Feld ab oder hält an und begrüßt Freunde und Familie. Solche „Begrüßungsaktionen“ werden vom Peloton durch Passivität geduldet. Zum Ende einer jeden Etappe wird auf solche Boni jedoch keine Rücksicht mehr genommen.
Oftmals sieht man in den Übertragungen an exponierter Stelle Grüße oder Wünsche oder auch tourbezogene Kunstwerke der Fans. Darunter etwa Strohballen, die von Landwirten zu Situationen der Tour arrangiert wurden, oder kunstvolle Riesenfahrräder. Weit verbreitet ist es außerdem, die Fahrbahn im Vorfeld mit Namen von Fahrern, Flaggen und Anfeuerungsparolen zu bemalen.
Insbesondere bei den Bergetappen ziehen zahlreiche Wohnmobile beziehungsweise Caravans mit dem Tourtross mit, um jeden Tag von neuem die Radfahrer anzufeuern. Gute Standplätze sind dabei oft schon Tage vorher belegt. Bekanntester deutscher Fan ist Didi Senft, der als Teufel verkleidet seit Jahren bei Tour-Übertragungen im Fernsehen zu sehen ist. Von der Berichterstattung nicht erfasst sind die unzähligen aktiven Fans, die jedes Jahr auf eigene Faust oder durch Veranstalter organisiert Originaletappen nach- oder vorfahren. Organisiert werden hierzu zum Beispiel auch Jedermannrennen, die über eine Originaletappe führen.
Die französische Post überreicht nach Etappenende eingegangene Fanschreiben direkt an die Fahrer. Um einen Brief korrekt an einen bestimmten Tourteilnehmer zu adressieren, genügt die Anschrift „Coureur X, Tour de France“.

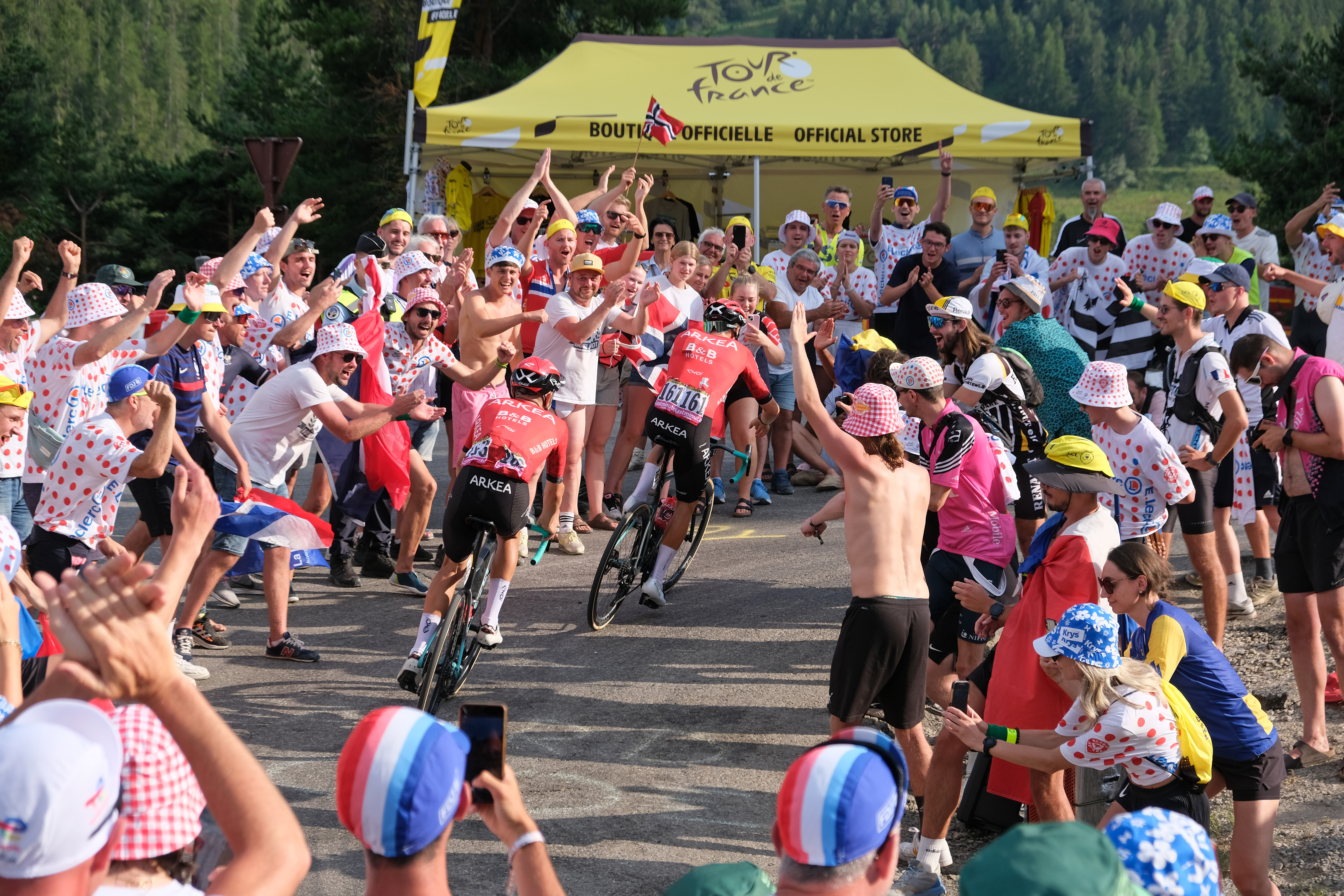
Im Hochgebirge ist der Zuschauerandrang besonders stark
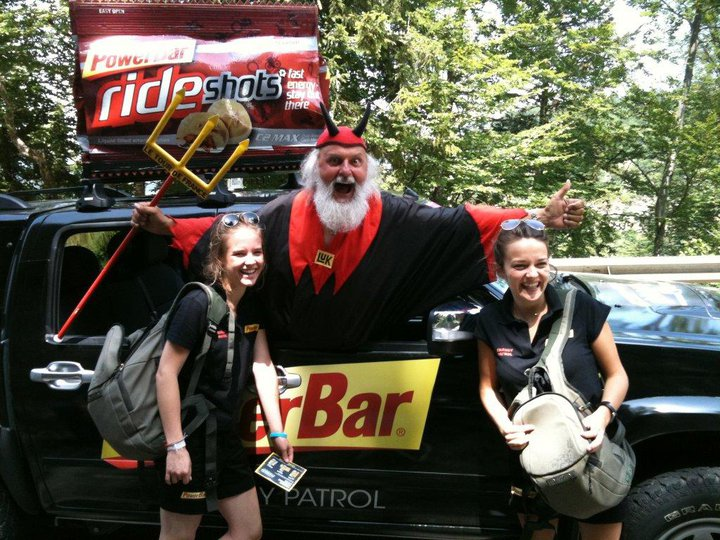
Didi Senft bei der Tour 2010
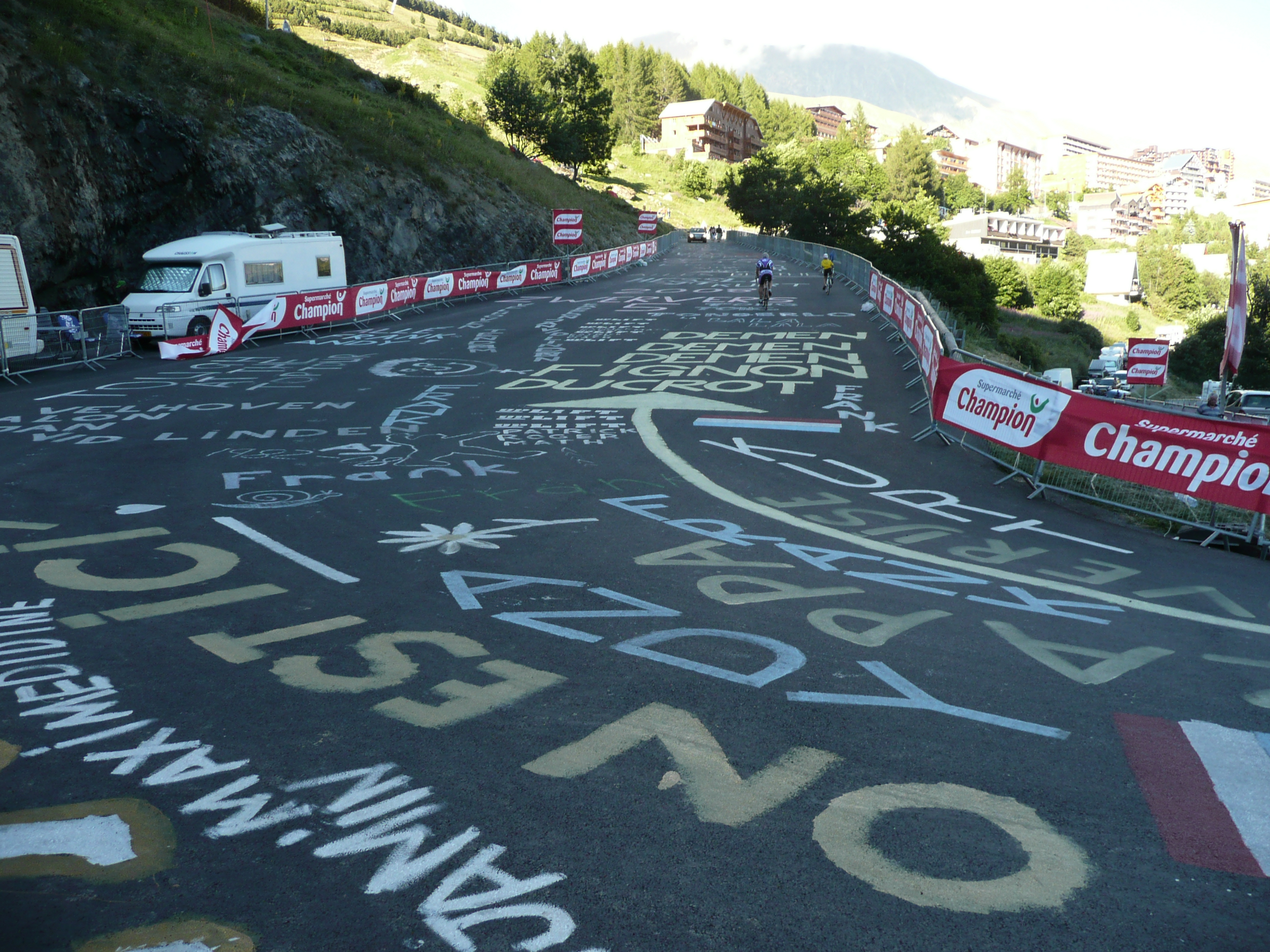
Typische Straßenbemalungen
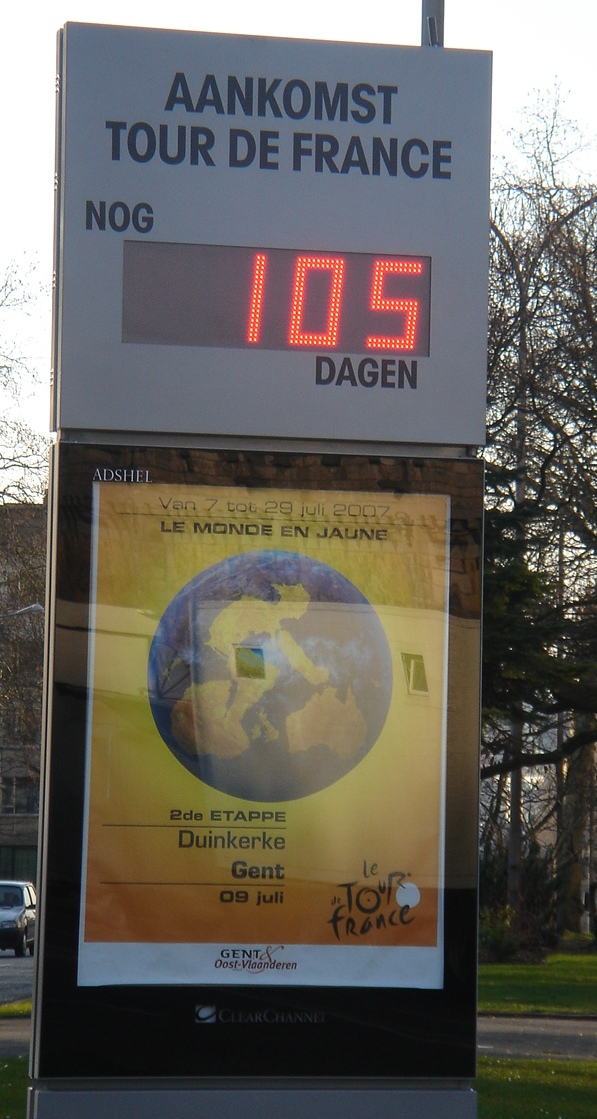
„Noch 105 Tage“, Vorbereitung auf die Tour im belgischen Gent

## Sponsoren

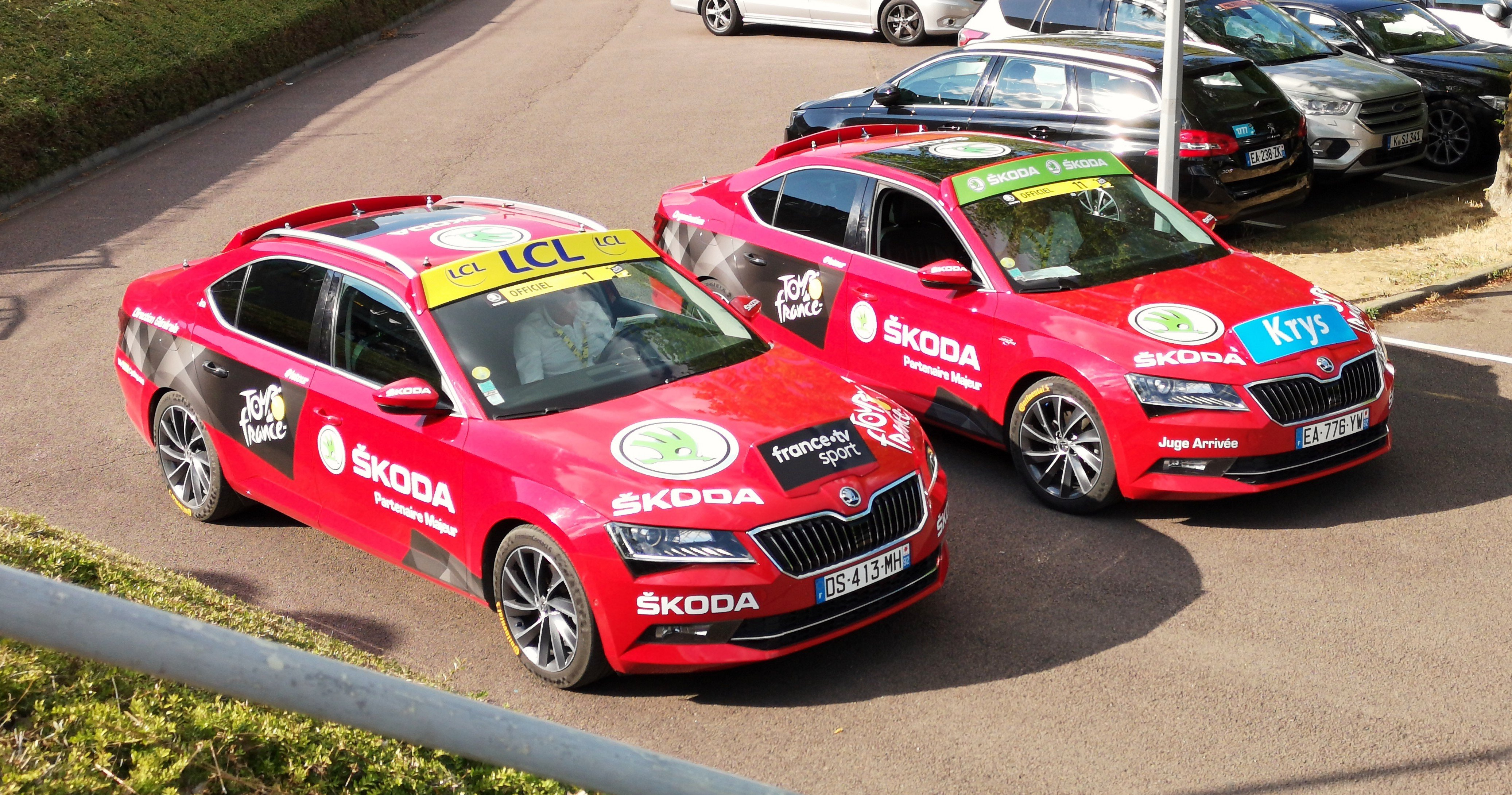
Fahrzeuge der Tour-de-France-Organisatoren

Neben der Vermarktung der Rundfunkübertragungsrechte ist die ASO bei der Tour de France auf die Unterstützung durch Sponsoren angewiesen. Dominierend sind dabei die vier Hauptsponsoren, die jeweils eine Art langjährige Patenschaft für eines der vier Trikots übernehmen. Dies sind aktuell die Großbank Crédit Lyonnais beim Gelben Trikot, der tschechische Automobilhersteller Škoda Auto beim Grünen Trikot (ebenso der Bereitstellung der Fahrzeugflotte), die Supermarktkette E.Leclerc beim Gepunkteten Trikot und der Brillenhändler Krys beim Weißen Trikot. Typisch für diese Art des Sponsorings: Das jeweilige Corporate Design dieser vier Unternehmen stimmt weitgehend mit den Farben der Trikots überein. Weitere bedeutende Werbepartner der Tour de France sind der Uhrenhersteller Tissot (welcher unter anderem die Zeitmessung übernimmt) und der Reifenhersteller Continental (etwa bei der Patenschaft für die flamme rouge). Bei Zwischenwertungen und im Zielbereich einer jeden Etappe bietet die ASO auch Bandenwerbung auf den Absperrgittern an.

## Werbekarawane
Eine weitere wichtige Einnahmequelle für die ASO ist die sogenannte Werbekarawane oder Sponsorenkarawane, französisch caravane publicitaire. Sie wurde in den 1930er-Jahren eingeführt und besteht aus einer Kolonne von derzeit 180 aufwändig gestalteten Reklamefahrzeugen, die ein bis zwei Stunden vor dem Fahrerfeld die Rennstrecke abfahren. Hierbei werden von Hostessen, ähnlich wie bei einem Karnevalsumzug, kleine Werbegeschenke an die Zuschauer verteilt. Darunter befinden sich häufig Lebensmittel-Probierpackungen oder Wasserflaschen. Die Karawane hat sich im Lauf der Jahre als eigenständige Attraktion etabliert, viele Zuschauer kommen eigens ihretwegen bereits früher an die Strecke. Um drei Fahrzeuge platzieren zu können, muss ein Unternehmen gegenwärtig 150.000 Euro an die Organisatoren der Tour de France zahlen. Neben den oben genannten Hauptsponsoren kommen dabei auch weitere Unternehmen zum Zug.

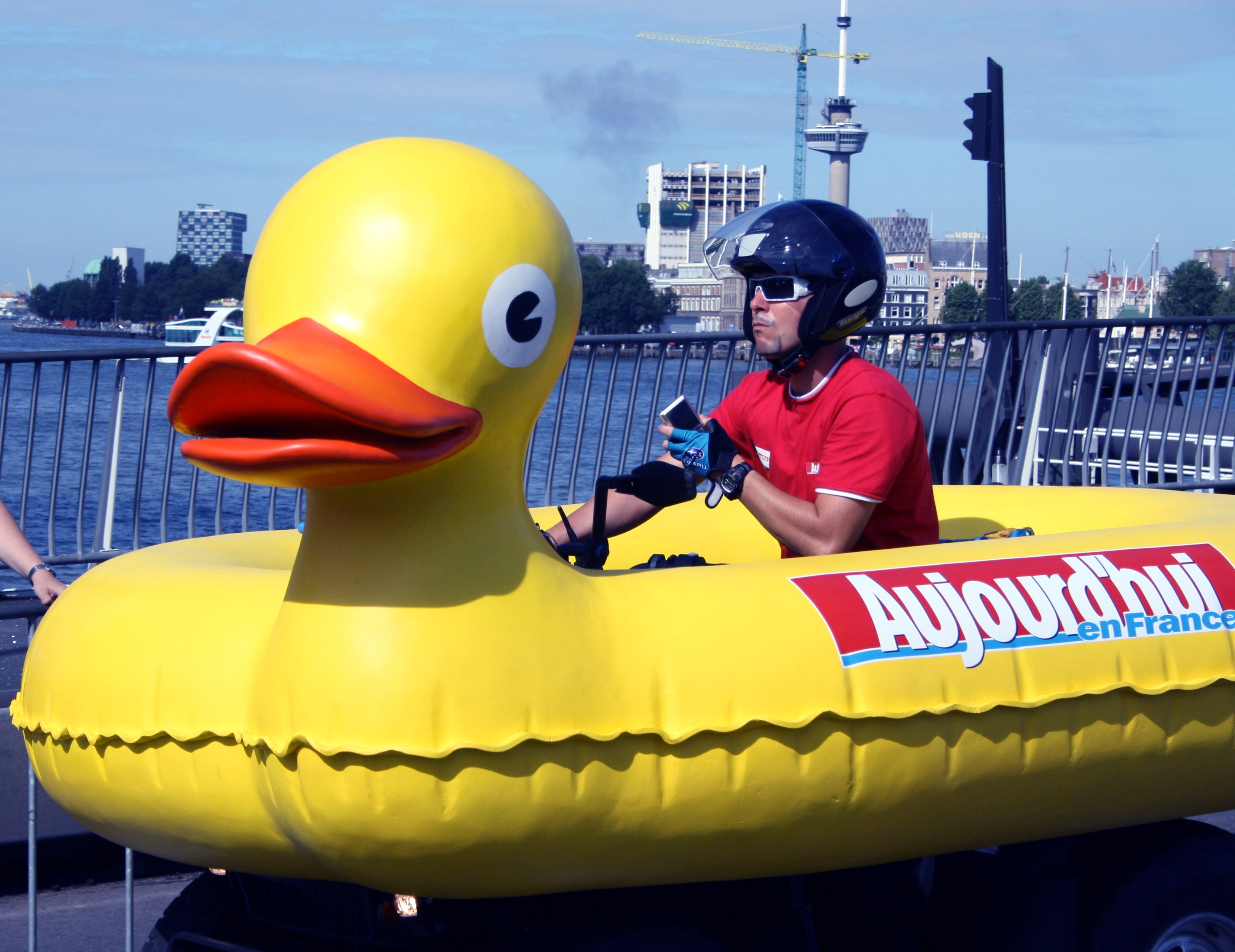
Reklame für die Zeitung Aujourd’hui en France
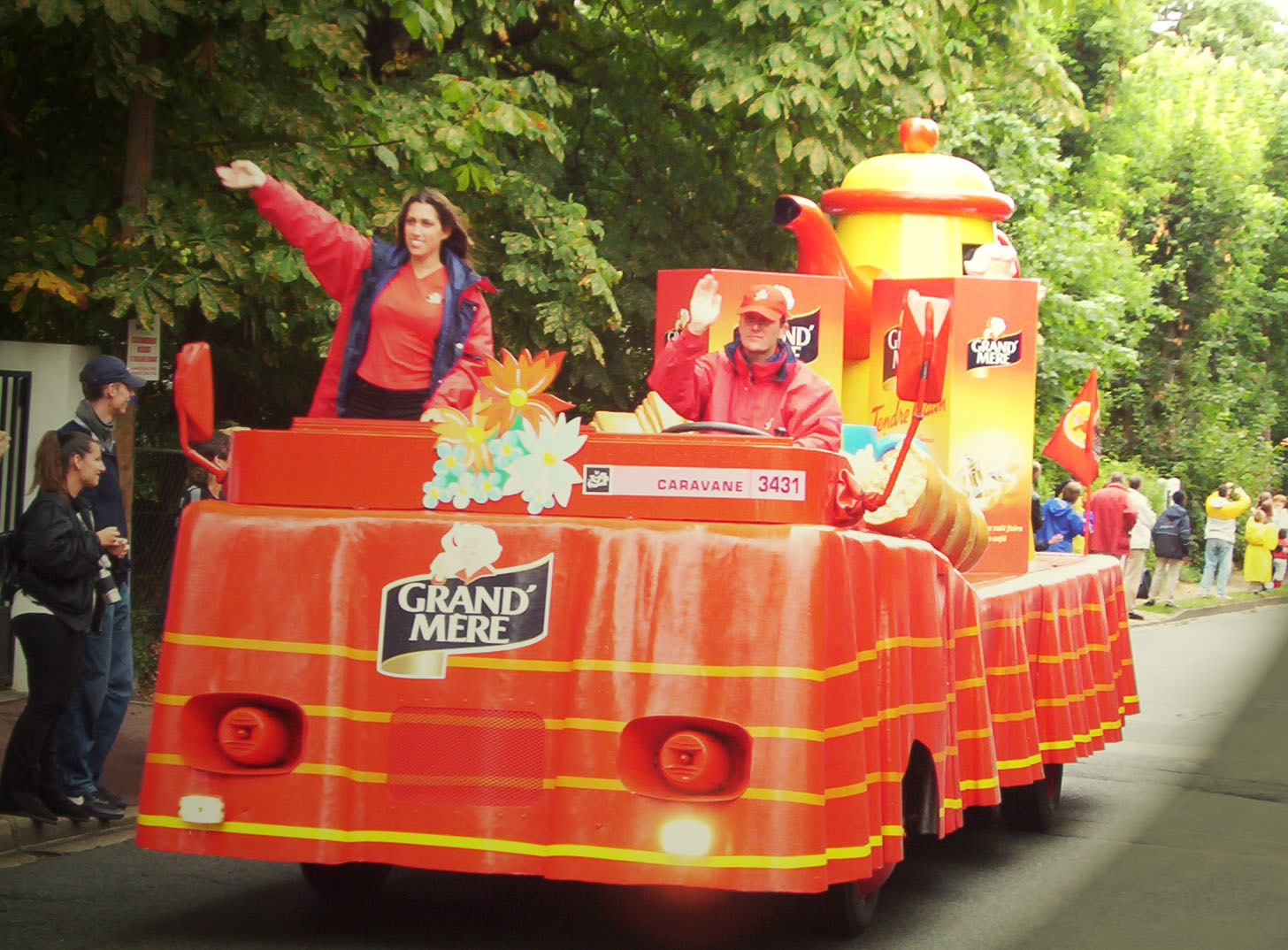
Typisches Fahrzeug der Werbekarawane
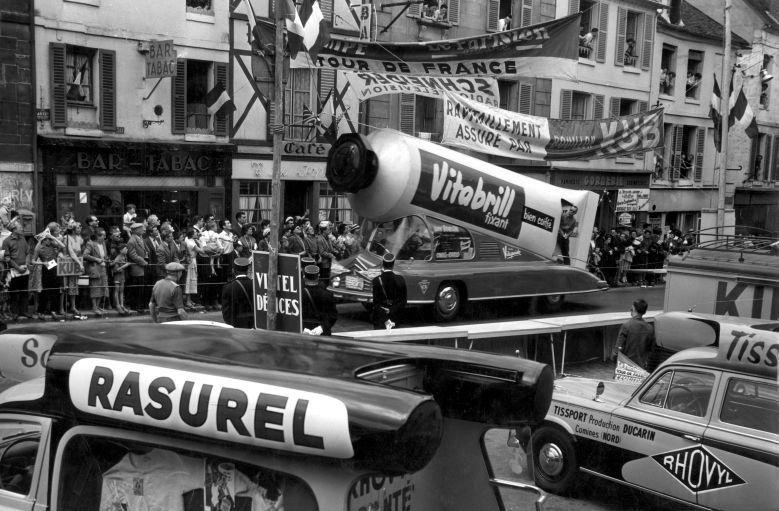
Historische Aufnahme von 1958

## Sonstiges
Im September 1950 wurde eine Tour de France der „anciens champions“ veranstaltet. Unter den Teilnehmern waren ehemalige Sieger der Tour wie André Leducq und Georges Speicher als auch der ehemalige Weltmeister Jean Aerts sowie viele ehemalige bekannte Radrennfahrer. Gesamtsieger wurde Pierre Gallien mit einer Fahrzeit von 116 Stunden und 40 Minuten. Dritter wurde Georges Speicher.
Viermal kam es in der Geschichte der Tour aus unterschiedlichen Gründen zu Streiks der Fahrer: 1905, 1966, 1978 und 1998. Durch Streiks von Landwirten und Stahlarbeitern wurde die Tour ebenfalls mehrfach beeinträchtigt.

## Glossar

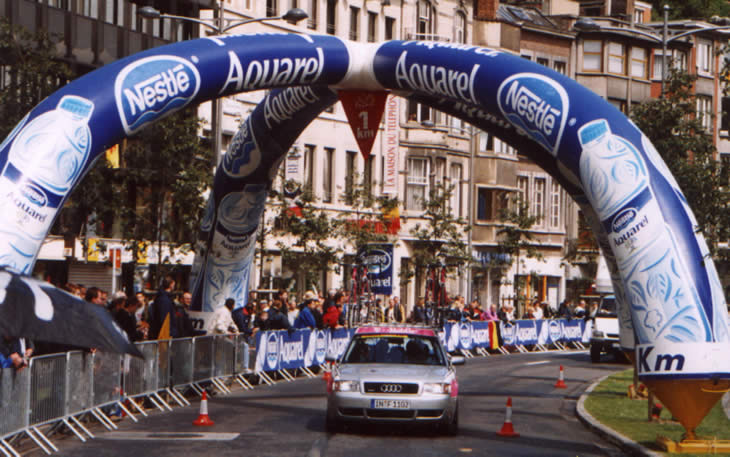
Die „flamme rouge“, auch „Teufelslappen“ genannt, ist das Zeichen für den letzten Kilometer einer Etappe

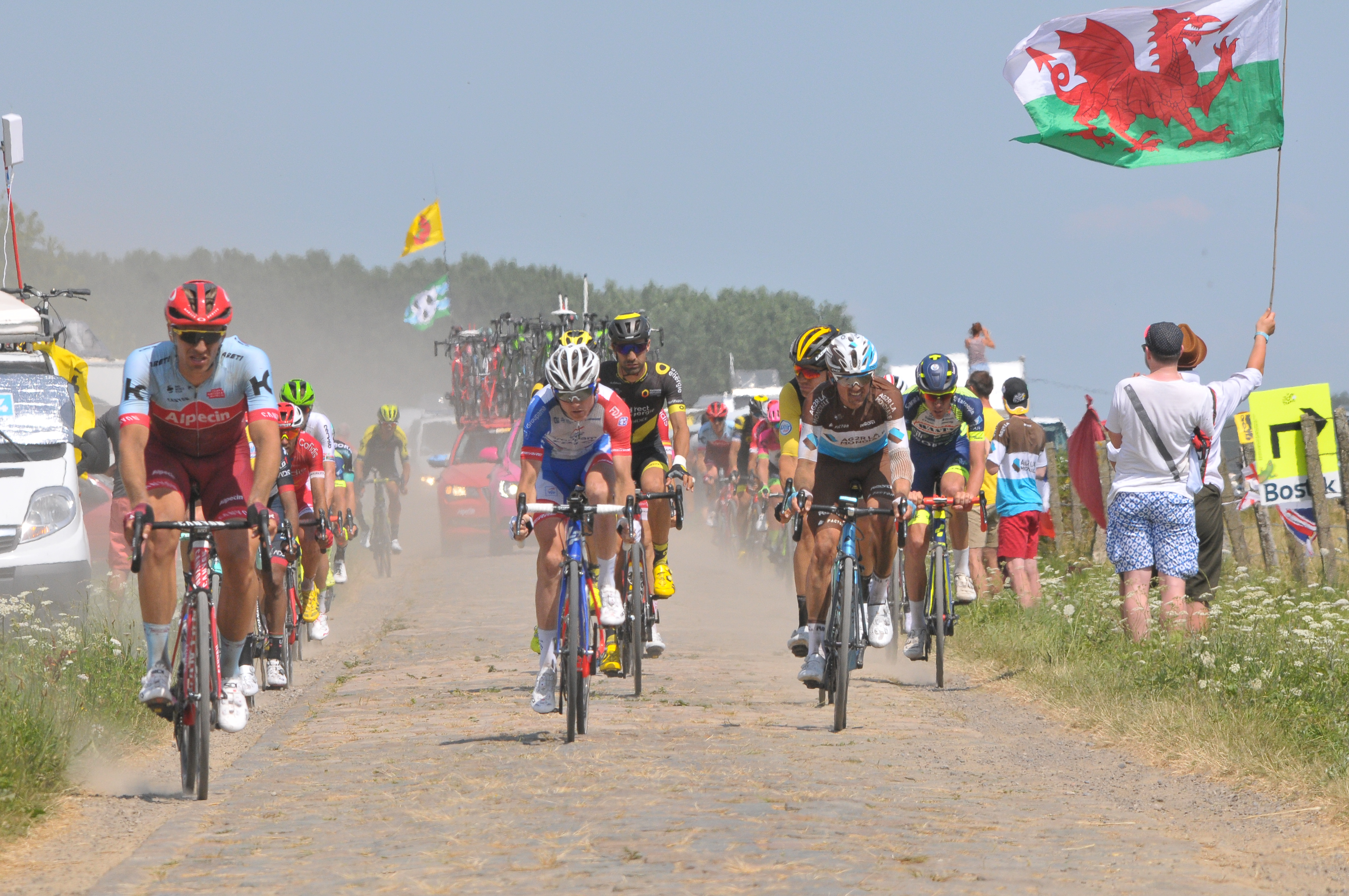
Kopfsteinpflaster-Abschnitt bei der Tour 2018

- arrière de la course – Ende des Fahrerfeldes
- baroudeur – „alter Haudegen“, Bezeichnung für einen Fahrer, der ständig attackiert und dadurch versucht, auszureißen
- caravane publicitaire – Werbekarawane, die vor den Fahrern herfährt
- chapeau – „Hut ab“, Ehrenbezeugung für die Champions beziehungsweise vor einer großen, besonderen Leistung eines Fahrers
- contre-la-montre – „gegen die Uhr“, Zeitfahren
- finisseur – Fahrer, der sich auf den letzten Kilometern vom Hauptfeld absetzen und den Sieg vor dem heranstürmenden Peloton retten kann
- flamme rouge – „rote Flamme“, kennzeichnet den Beginn des letzten Kilometers (siehe nebenstehendes Bild), auch als „Teufelslappen“ bezeichnet, wurde 1906 eingeführt
- grande boucle – „große Schleife“, alternative Bezeichnung für die Tour de France
- grimpeur – „Kletterer“, Bergfahrer
- hors catégorie – „außerhalb der Kategorien“, Bergwertung schwerer als Kategorie 1–4
- lanterne rouge – „rote Laterne“, letztplatzierter Fahrer in der Gesamtwertung
- maillot à pois – gepunktetes Trikot des Führenden in der Bergwertung
- maillot blanc – weißes Trikot für den besten Jungprofi unter 25 Jahren
- maillot jaune – gelbes Trikot des Führenden in der Gesamtwertung
- maillot vert – grünes Trikot des Punktbesten in der Sprinterwertung
- peloton – Hauptfeld
- peloton groupé – Zusammenschluss des Hauptfeldes nach der Verfolgung von Ausreißern oder dem Aufholen verschiedener Gruppen nach Tempoverschärfungen
- poursuivant – „Verfolger“, Einzelfahrer oder Gruppe hinter dem beziehungsweise den Führenden
- prologue – kurzes Einzelzeitfahren zu Beginn der Rundfahrt; dient vornehmlich der Vorstellung der Fahrer
- radio tour – offizieller Tourfunk auf 150,575 MHz
- rouleur – Fahrer, der ein hohes Tempo im Flachen gleichmäßig durchhalten kann, besonders bei Ausreißversuchen, meist auch ein guter Zeitfahrer
- secteur pavé – Kopfsteinpflaster-Abschnitt, besonders in Nordfrankreich und Belgien verbreitet und für die Fahrer eine besondere Herausforderung
- tête de la course – „Kopf des Feldes“, Spitzengruppe
- tour d'honneur – „Ehrenrunde“, letzte Etappe, die in Paris auf der Avenue des Champs-Élysées endet, bei der der Träger des Gelben Trikots traditionell nicht mehr angegriffen wird
- voiture balai oder camion balai – „Besenwagen“, großräumiges Fahrzeug (meist ein Kleinbus), das in der Frühgeschichte des Radsports zurückgefallene Fahrer „aufsammelte“. Bei der Tour wurde er 1910 eingeführt. Heute müssen Fahrer, die das Rennen aufgeben, ihre Startnummer beim verantwortlichen Kommissar eines der am Ende des Feldes fahrenden offiziellen Begleitwagen abgeben.

## Rezeption

### Romane
- André Reuze: Giganten der Landstraße. Neuauflage Sportverlag 1998, ISBN 3-328-00807-1 (z. Z. vergriffen) – erstmals 1928 erschienener Roman eines französischen Sportjournalisten, gibt einen Einblick in die „heroische Epoche“ der Tour
- Hans Blickensdörfer, Hennes Roth: Salz im Kaffee, Neuauflage Covadonga Verlag 2003, ISBN 3-936973-04-0 – Roman des Journalisten und Schriftstellers Blickensdörfer, dessen Hauptfigur stark an Dietrich Thurau angelehnt ist

### Musik
- Les Tours de France (Boyer, Lelièvre fils, 1927)[52]
- 1983 veröffentlichte die deutsche Elektronikband Kraftwerk die Single Tour de France als Reminiszenz an die „Große Schleife“. Ralf Hütter und Florian Schneider-Esleben, die Köpfe der Gruppe, gelten als Radsportfanatiker. Diese Radsportliebe führte Ende der 1980er sogar zur Trennung der ursprünglichen Kraftwerk-Besetzung. Das Stück wurde jahrelang als Titelmusik der ARD-Übertragungen der Tour verwendet. Zur Tour de France 2003 brachte Kraftwerk das Konzeptalbum Tour de France Soundtracks heraus, welches auf Basis des alten Tour de France-Titels das Thema Tour neu interpretiert. Die Veröffentlichung gelangte in Deutschland an die Spitze der Albumcharts.
- Die britische Rockband Queen schrieb 1978 das Lied Bicycle Race. Die Inspiration dazu kam ihnen, als der Tourtross nahe bei ihrem Aufnahmestudio in Montreux vorbeifuhr (auf der Etappe nach Lausanne). Mittlerweile wurde dieses Stück auch von der deutschen Dance-Interpretin Blümchen gecovert.
- Auf der 1981 veröffentlichten LP „Tagtraum“ der Gruppe Engerling befindet sich der Titel „Tommy Simpson“ welcher sich mit dem Dopingtod des Fahrers auseinandersetzt. Angekündigt wurde und wird dieser Titel mit den Worten „… für alle Freunde und Gegner des harten Radsports …“ und wird normalerweise auch noch heute in den meisten Konzerten der Gruppe gespielt. Der Text lässt sich auf der Engerling-homepage nachlesen.

### Film
- Chasing Legends: Dokumentarfilm von Jason Berry und Ken Bell, der, aus der Perspektive des Team Columbia-High Road, über die Tour de France 2009 berichtet
- Höllentour: Dokumentarfilm von Pepe Danquart, der Erik Zabel und Rolf Aldag bei der Tour de France 2003 begleitete.
- OVERCOMING: Dokumentarfilm von Tómas Gislason, der das Team CSC bei der Tour de France 2004 begleitete.
- 100 Jahre Tour de France: Dokumentarfilm von Andreas Wilde.
- Vive le tour: Dokumentarfilm von Louis Malle, 18 Minuten, 1962.
- Mont Ventoux: Kampf ums Bergtrikot: Dokumentarfilm B/I/F/ESP 2012 (ca. 73 min).